# Waldenburgerbahn
| Tramlink 104 in Hölstein |                                     |                                                 |                                                 |
| Streckennummer (BAV): | 502                                 |                                                 |                                                 |
| Fahrplanfeld: | 50.019, bis 2021: 502               |                                                 |                                                 |
| Streckenlänge: | 13,03 km                            |                                                 |                                                 |
| Spurweite: | bis 2021: 750 mm seit 2022: 1000 mm |                                                 |                                                 |
| Stromsystem: | 1500 V =                            |                                                 |                                                 |
| Maximale Neigung: | 35 ‰                                |                                                 |                                                 |
| Minimaler Radius: | bis 2021: 71 m                      |                                                 |                                                 |
| Streckengeschwindigkeit: | 80 km/h                             |                                                 |                                                 |
| Zugbeeinflussung: | CBTC                                |                                                 |                                                 |
| |                                     |                                                 |                                                 |
| \| \| \| SBB-Hauensteinlinie von Basel SBB \| \| \| \| 0,00 \| Liestal \| 327 m ü. M. \| \| \| \| Eigentrasse seit 1923, vorher Vierschienengleis[4] \| \| \| \| 1,20 \| Frenke \| Frenke \| \| \| \| SBB-Hauensteinlinie nach Olten \| \| \| \| 1,31 \| Liestal Gräubern bis 2021: Altmarkt \| 334 m ü. M. \| \| \| 3,39 \| Bubendorf Bad \| 360 m ü. M. \| \| \| \| Abstellanlage \| \| \| \| 4,53 \| Talhaus \| 374 m ü. M. \| \| \| 5,87 \| Lampenberg-Ramlinsburg \| 394 m ü. M. \| \| \| 7,20 \| Vordere Frenke \| Vordere Frenke \| \| \| 7,80 \| Vordere Frenke \| Vordere Frenke \| \| \| 7,99 \| Hölstein \| 421 m ü. M. \| \| \| 8,30 \| Vordere Frenke \| Vordere Frenke \| \| \| 8,56 \| Hölstein Süd \| 423 m ü. M. \| \| \| 8,98 \| Hölstein Weidbächli bis 2021 \| 447 m ü. M. \| \| \| 10,29 \| Hirschlang \| 465 m ü. M. \| \| \| 10,96 \| Niederdorf \| 468 m ü. M. \| \| \| 11,88 \| Oberdorf BL Winkelweg \| 491 m ü. M. \| \| \| 12,37 \| Oberdorf BL \| 499 m ü. M. \| \| \| 13,03 \| Waldenburg Werkstätte \| 515 m ü. M. \| \| \| \| \| \| \| Quellen: [5][6][7] \| \| \| \| |                                     |                                                 |                                                 |
| Strecke |                                     | SBB-Hauensteinlinie von Basel SBB               | SBB-Hauensteinlinie von Basel SBB               |
| Kopfbahnhof Streckenanfang · Bahnhof | 0,00                                | Liestal                                         | 327 m ü. M.                                     |
| Strecke · Strecke |                                     | Eigentrasse seit 1923, vorher Vierschienengleis | Eigentrasse seit 1923, vorher Vierschienengleis |
| Brücke über Wasserlauf · Brücke über Wasserlauf | 1,20                                | Frenke                                          | Frenke                                          |
| Abzweig geradeaus und ehemals von links · Abzweig nach links und ehemals nach rechts |                                     | SBB-Hauensteinlinie nach Olten                  | SBB-Hauensteinlinie nach Olten                  |
| Bahnhof | 1,31                                | Liestal Gräubern bis 2021: Altmarkt             | 334 m ü. M.                                     |
| Bahnhof | 3,39                                | Bubendorf Bad                                   | 360 m ü. M.                                     |
| Betriebs-/Güterbahnhof Streckenanfang und quer · Abzweig geradeaus und von rechts |                                     | Abstellanlage                                   | Abstellanlage                                   |
| Haltepunkt / Haltestelle | 4,53                                | Talhaus                                         | 374 m ü. M.                                     |
| Bahnhof | 5,87                                | Lampenberg-Ramlinsburg                          | 394 m ü. M.                                     |
| Brücke über Wasserlauf | 7,20                                | Vordere Frenke                                  | Vordere Frenke                                  |
| Brücke über Wasserlauf | 7,80                                | Vordere Frenke                                  | Vordere Frenke                                  |
| Haltepunkt / Haltestelle | 7,99                                | Hölstein                                        | 421 m ü. M.                                     |
| Brücke über Wasserlauf | 8,30                                | Vordere Frenke                                  | Vordere Frenke                                  |
| Bahnhof | 8,56                                | Hölstein Süd                                    | 423 m ü. M.                                     |
| ehemaliger Haltepunkt / Haltestelle | 8,98                                | Hölstein Weidbächli bis 2021                    | 447 m ü. M.                                     |
| Bahnhof | 10,29                               | Hirschlang                                      | 465 m ü. M.                                     |
| Haltepunkt / Haltestelle | 10,96                               | Niederdorf                                      | 468 m ü. M.                                     |
| Bahnhof | 11,88                               | Oberdorf BL Winkelweg                           | 491 m ü. M.                                     |
| Haltepunkt / Haltestelle | 12,37                               | Oberdorf BL                                     | 499 m ü. M.                                     |
| Kopfbahnhof Streckenende | 13,03                               | Waldenburg Werkstätte                           | 515 m ü. M.                                     |
| |                                     |                                                 |                                                 |
| Quellen: |                                     |                                                 |                                                 |

Die Waldenburgerbahn ist eine einspurige Schweizer Schmalspurbahn im Kanton Basel-Landschaft. Sie verbindet die Kantonshauptstadt Liestal mit der Gemeinde Waldenburg. Als einzige Schweizer Bahn im Personenverkehr fuhr sie bis zum 6. April 2021 auf einer Spurweite von 750 Millimetern. Bis 11. Dezember 2022 wurde sie für circa 300 Millionen Franken auf Meterspur umgespurt und mit neuen Fahrzeugen ausgestattet.
Ursprünglich war die Waldenburger-Bahn-Gesellschaft, abgekürzt WB, eine eigenständige Aktiengesellschaft, der sowohl Infrastruktur als auch Fahrzeuge gehörten. Am 7. Juni 2016 fusionierte die WB rückwirkend per 1. Januar 2016 mit der Baselland Transport (BLT).

## Geschichte

### Bahnbau
Der direkte Weg von Basel ins schweizerische Mittelland und weiter Richtung Süden führt durch das Waldenburgertal und über den Pass Oberer Hauenstein (734 m. ü. M.). Die gut ausgebaute Strasse wurde im 19. Jahrhundert durch den Güterverkehr mit Fuhrwerken stark genutzt. Dieser Umstand erbrachte der Bevölkerung im Tal Arbeit und gute Einkünfte.
Mit der Inbetriebnahme der Hauensteinlinie durch die Schweizerische Centralbahn (SCB) im Jahre 1858 büsste das Waldenburgertal seine Bedeutung als Nord-Süd-Verbindung ein. Der Fuhrwerksverkehr kam fast vollständig zum Erliegen. Die Bewohner verloren ihre Haupteinnahmequelle, die Talschaft drohte zu verarmen.
Schon früh wurde diese kommende Entwicklung erkannt, und man bemühte sich, Industriebetriebe wie Uhrenproduktion und Posamenterei ins Tal zu holen. So gründete auch die Gemeinde Waldenburg 1853 die Societé d’Horlogerie à Waldenburg. Klar war auch, dass diese Bemühungen durch ein geeignetes Transportsystem im Tal unterstützt werden könnten.
Als 1856 die SCB ein Konzessionsgesuch für die Bözbergstrecke von Basel über Muttenz, Augst und den Bözbergtunnel nach Baden einreichte, gelang es, der Bewilligung eine Verpflichtung zur finanziellen Unterstützung beim Bau einer Pferdebahn, diese Idee stammte von Martin Bider aus Langenbruck, von Liestal bis Waldenburg einzubinden. Denn die SCB wurde als Mitverantwortliche für den Verdienstausfall im Waldenburgertal angesehen. Realisiert wurde dann aber keines der beiden Projekte.
Die Idee einer Bahn blieb jedoch, am 28. Juli 1865 lud ein „Comité“ zu einer Sitzung ein. Es erschienen 64 Abgeordnete aus neun Gemeinden. Das Comité musste drei grundlegende Fragen klären: Ist es technisch möglich, auf der Landstrasse eine Bahn zu erstellen? Was sind die zu erwartenden Verkehrsverhältnisse in Bezug auf Personen- und Güterbewegungen? Wie hoch sind die Kosten und wie können diese gedeckt werden?
Ein Comité, dem die Landräte Gedeon Thommen und Martin Bider angehörten, veröffentlichte im Dezember 1869 ein Gutachten der SCB, in dem die Kosten für eine Schmalspurbahn mit rund 700'000 Franken geschätzt wurden. Die Finanzierung war noch nicht gesichert, trotzdem wurde ein Gesuch um eine entsprechende Konzession eingereicht. Bereits am 19. April 1870 hatte der Landrat eine Konzession zugesichert. An der Volksabstimmung vom 18. Juni 1871 wurde diese sanktioniert. Doch es kam anders. Am 18. Juli 1871 erhielt die SCB vom Bundesrat eine neue Konzession für die Bözbergbahn. Darin waren wieder unterstützende Massnahmen für eine Waldenburgerbahn eingebunden. Die Bözbergbahn wurde danach gebaut, die Waldenburgerbahn aber wieder nicht.
Am 15. Juli 1872 beantragte die SCB eine Konzession für die Wasserfallenbahn von Liestal über Reigoldswil und Mümliswil nach Balsthal. Darin verpflichtete sie sich zur Erstellung einer Verbindungsbahn ab Waldenburg bis zur Einmündung an «geeigneter Stelle» oder einer finanziellen Entschädigung. Am 24. September 1873 wurde die Konzession durch Bundesbeschluss an die SCB erteilt. 1874 wurde mit den Bauarbeiten beim Tunnel in Reigoldswil begonnen. Im September 1875 mussten diese aber aus finanziellen Gründen und «Mangel an technischer Erfahrung» bereits wieder eingestellt werden. Die finanzielle Entschädigung für die Waldenburgerbahn entfiel. 1876 beantragten die SCB eine Fristverlängerung beim Bundesrat. Dies wurde jedoch abgelehnt.
Wieder wurde Martin Bider aktiv. Er war überzeugt, dass sein Projekt technisch und finanziell realisierbar wäre. Er gründete um 1876 das «Comité für die Errichtung einer Eisenbahn im Waldenburgertal», welches durch Oberingenieur Burri von der SCB und Direktor Niklaus Riggenbach von der «Internationalen Gesellschaft für Bergbahnen» in Aarau ein Projekt ausarbeiten liess. Sie legten folgendes Ergebnis vor: Wenn eine Schmalspurbahn mit 750 mm auf der mit zehn Metern (nach dem Entfall der Fuhrwerke) zu breiten Hauensteinstrasse angelegt wird, reduzieren sich die Landkäufe auf ein Minimum. Dadurch würden die Kosten für die Bahn lediglich 377'000 Franken betragen.

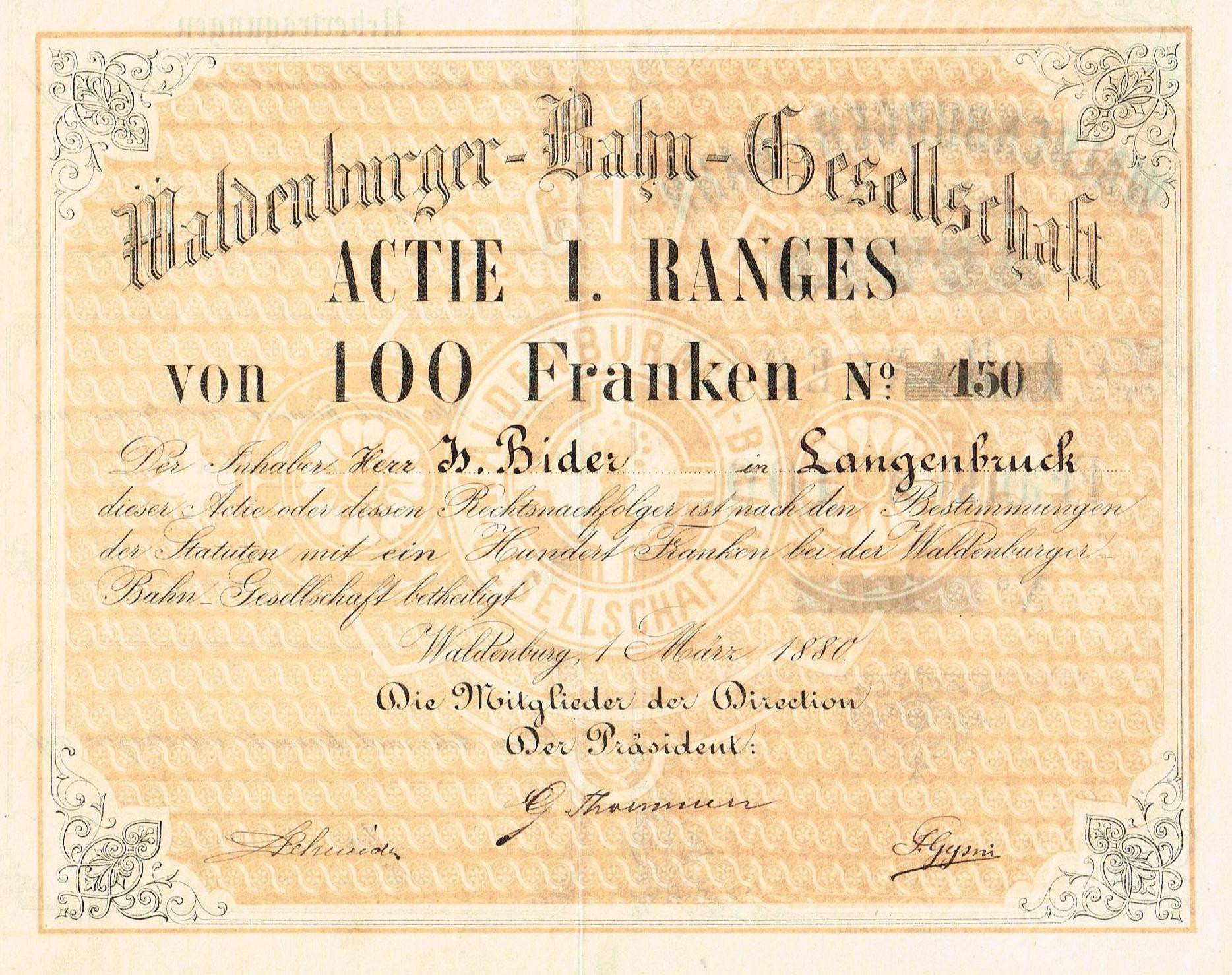
Namensaktie über 100 Franken der Waldenburger-Bahn-Gesellschaft vom 1. März 1880

Unerwartet verstarb Martin Bider am 19. Juni 1878. Sein Vetter Gedeon Thommen musste ab sofort den Vorsitz des Comités und die weiteren Geschäfte übernehmen. Ab dem 20. September 1879 wurde für die Aktienzeichnung geworben. Bereits nach zwei Monaten war der benötigte Betrag durch private Hand gezeichnet. Am 25. November 1879 konnte die Gründungsversammlung der Waldenburgerbahn als eigenständige Gesellschaft durchgeführt werden.
Am 20. Dezember 1879 erhielt der Verwaltungsrat ein Angebot der Schweizerischen Lokomotiv- und Maschinenfabrik (SLM) in Winterthur. Sie bot den Bahnbau mit Rollmaterial für 350'000 Franken an.
An seiner Sitzung vom 24. Februar 1880 beschloss der Bundesrat, die «Konzession zum Bau und Betrieb einer Eisenbahn von Liestal nach Waldenburg, eventuell Langenbruck» von der SCB auf die Waldenburgerbahn zu übertragen.
So konnte schon Mitte März mit dem Bahnbau begonnen werden. Die ursprünglich geplante Trasseeführung wurde durch den Geometer und späteren Regierungsrat Martin Stohler noch gestreckt. Am 29. Oktober 1880 erfolgte die amtliche Kollaudation.
Am 30. Oktober 1880 wurde die kleine Bahn mit grossen Festivitäten im ganzen Tal eingeweiht, und am 1. November 1880 wurde der Betrieb nach Fahrplan aufgenommen.
Ein Initiativkomitee stellte 1909 das Konzessionsgesuch für den Bau und Betrieb einer elektrischen Schmalspurbahn von Waldenburg über Langenbruck nach Balsthal mit Abzweigung von St. Wolfgang nach Mümliswil. In einer Studie von 1912 wurde eine Umspurung auf Meterspur und gleichzeitige Elektrifizierung vorgeschlagen. Der Ausbruch des Ersten Weltkrieges verhinderte jedoch beide Projekte. Der Verwaltungsrat entschied jedoch, bei künftigen Umbauarbeiten an Gleisanlagen, Stationen und Kunstbauten, den Unterbau für die Meterspur zu konzipieren. So wurde bereits 1913 bei der Verlegung eines Gleisabschnitts zwischen Waldenburg und Oberdorf das Trassee für Meterspur dimensioniert. Auch die neuen Gleisanlagen zwischen Bahnhof Liestal und der Frenkenbrücke wurden 1922 für eine eventuelle Umspurung vorbereitet.

### Elektrifikation

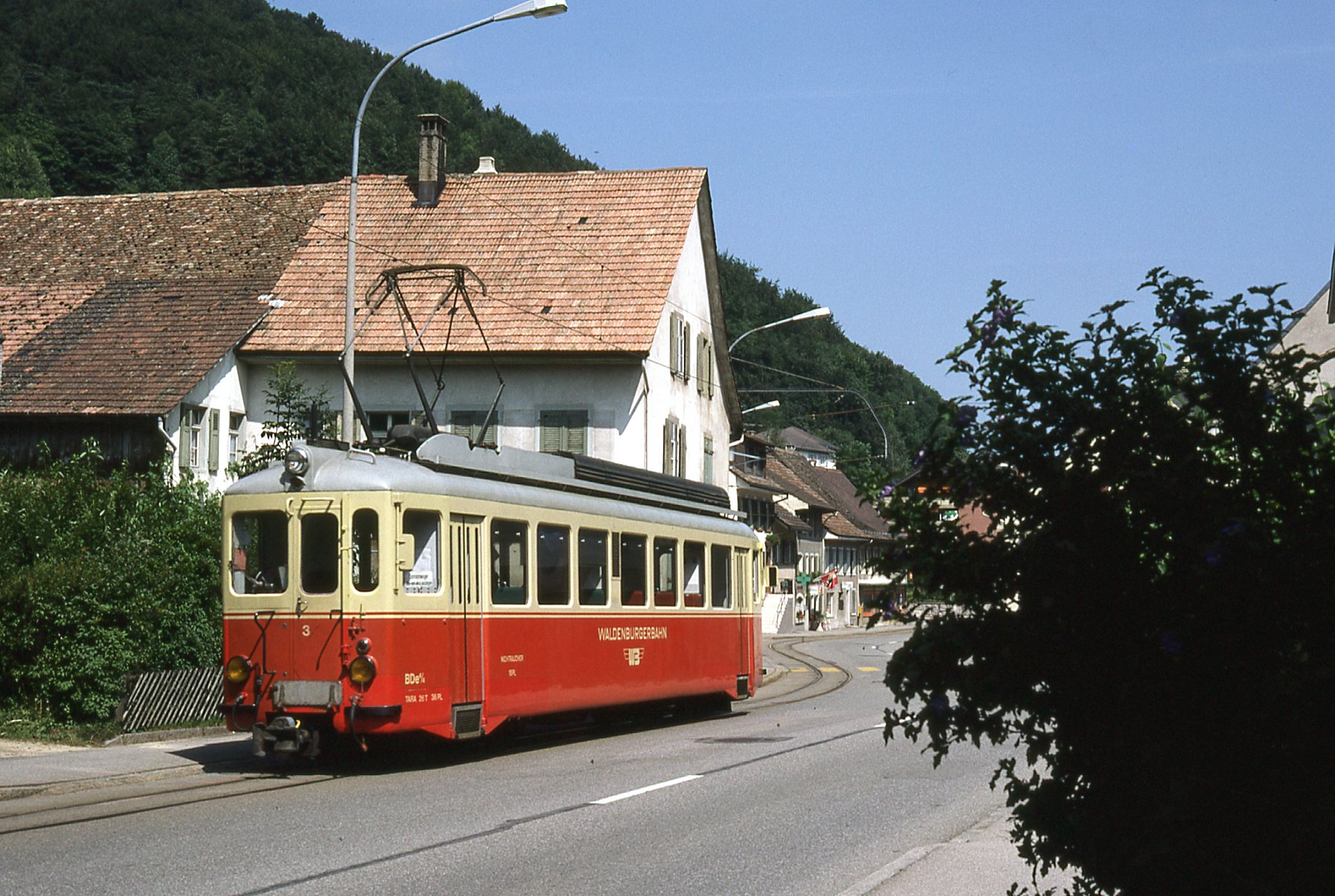
Triebwagen BFe 4/4 von 1953 in Oberdorf, um 1975

Im Geschäftsbericht von 1951 stand zum Thema «Elektrifikation» unter anderem: «über diese Odyssee … liesse sich ein Buch schreiben».
Eine Elektrogesellschaft betrieb bereits 1901 Studien, welche den Umbau der Waldenburgerbahn auf elektrischen Betrieb betrafen. 1909 gewährte der Verwaltungsrat einen Kredit, um ebensolche Studien in Auftrag zu geben. Als Ergebnis wurde 1912 eine Umspurung auf 1000 Millimeter und gleichzeitige Elektrifizierung der Bahn vorgeschlagen. Dies wurde jedoch wegen des Kriegsausbruchs zurückgestellt. 1927 erfolgte erneut ein Vorstoss. Dabei wurde Einphasenwechselstrom analog den SBB vorgeschlagen. 1929 prüfte man, ob dieselelektrische Triebwagen eine Lösung wären. Dies scheiterte am zu hohen Fahrzeuggewicht.
1930 wurde der grundsätzliche Entscheid gefasst, die Elektrifizierung mit Gleichstrom 1500 Volt vorzunehmen und die Spurweite beizubehalten. Man würde drei Triebwagen und zwei zusätzliche Personenwagen benötigen. Die Generalversammlung vom August 1931 beauftragte den Verwaltungsrat, mit den Behörden die notwendigen Verhandlungen aufzunehmen, um möglichst rasch elektrifizieren zu können. Noch im Herbst 1931 gab der Regierungsrat des Kantons Baselland ein Gutachten in Auftrag. Dieses wurde 1933 vorgelegt. Am 7. August 1934 beantragte der Regierungsrat beim Landrat die Umstellung auf elektrischen Betrieb. Da sich die Kommissionen nicht einig waren, gab die Regierung nochmals ein Gutachten in Auftrag. Die Experten waren dann der Meinung «es sei nicht ‹opportun›, beträchtliche Geldmittel in eine öffentliche Verkehrsunternehmung zu investieren». Man sah jedoch ein, dass die Betriebsbedingungen zu verbessern seien. Also wurde die Anschaffung einer weiteren Dampflok und vier bis sechs Personenwagen vorgeschlagen. Diesem Vorschlag folgte die Generalversammlung vom 28. April 1937. So wurden bereits im Dezember 1937 die vier bestellten Personenwagen C4 Nummer 45 bis 48 und im Mai 1938 die Lokomotive G 4/5 Nummer 7 geliefert.
Im Zweiten Weltkrieg machte sich aufgrund des Kohlemangels das Fehlen der elektrischen Energie bemerkbar. Die Kohle wurde knapp, und die Preise stiegen enorm an. Nach dem Krieg wurde die Elektrifizierung rasch wieder zum Thema. Nun schaltete sich auch das Eidgenössische Amt für Verkehr (EAV) ein. Als Alternative sollte ebenfalls eine Umstellung auf Autobus- oder Trolleybus-Betrieb geprüft werden. Das EAV erstellte eine Analyse der Betriebssysteme. Aus seinem Bericht vom 15. November 1946 ging hervor, dass die Elektrifikation, unter Beibehaltung der Spurweite auf dem bestehenden Trassee die einzige finanziell vertretbare Lösung darstellte. Die Generalversammlung der Waldenburgerbahn vom 10. April 1947 beschloss, die Elektrifikation auf Grundlage des Berichts des EAV und des bereits 1930 gefassten Entscheids durchzuführen. Um sich für eine Betriebsvariante entscheiden zu können, verlangte der Regierungsrat jedoch ein weiteres Gutachten. Es sollte nochmal die Umstellung auf Busbetrieb geprüft werden. Das Ergebnis zeigte auf, dass mit sehr hohen Kosten zu rechnen wäre.
Und weiter belasteten die Betriebskosten die Waldenburgerbahn sehr stark. Mussten im Jahr 1938 für Kohle 27'500 Franken aufgewendet werden, so waren dies im Jahr 1948 bereits 116'000 Franken.
1948 ging die Betriebsleitung der Waldenburgerbahn an die Basler Verkehrsbetriebe (BVB). Diese verpflichtete sich, ein Obergutachten über die Betriebssysteme Dampf, Elektrisch oder schienenlose Fahrzeuge auszuarbeiten. Somit wurden nochmals alle Varianten im Auftrag des Regierungsrats geprüft. Diesmal lautete das Ergebnis des Gutachtens: «Der Bahnbetrieb sei durch einen Autobusbetrieb zu ersetzen». Der für die Elektrifizierung gebildete Ausschuss und der Verwaltungsrat der Waldenburgerbahn liessen sich die Vor- und Nachteile des Bahn- oder Autobusbetriebs erklären. Der Verwaltungsrat sah die eindeutigen Vorteile des Bahnbetriebs und wollte von dem am 10. April 1947 gefassten Beschluss nicht abweichen. Nun wurden öffentliche Veranstaltungen in allen betroffenen Gemeinden abgehalten und Gespräche mit den Gemeindevertretern geführt. Alle ausser Langenbruck stimmten der Elektrifikation zu. Auf diese Weise gestärkt, stellte die Waldenburgerbahn am 24. November 1949 ein Gesuch an das EAV um Erteilung einer Subvention an die Gesamtkosten der Elektrifikation und Instandstellungsarbeiten an den Bahnanlagen. Am 9. Dezember 1949 erfolgte gleiches an den Regierungsrat des Kantons Baselland. Die Zusage des EAV erfolgte sofort. Der Regierungsrat entschied sich am 28. Oktober 1950 für die Elektrifizierung. Daraufhin kündigten die BVB den Vertrag über die Betriebsführung der Waldenburgerbahn per 31. Dezember 1950. Plötzlich meldeten sich kantonale und ausserkantonale Verbände und forderten mit Unterstützung der Presse die Umstellung auf Busbetrieb. Da es auch im Regierungsrat personelle Veränderungen gegeben hatte, verzögerte sich die Behandlung der Elektrifizierungsvorlage erneut. Es wurde sogar vom Regierungsrat nochmals eine Prüfung für einen Busbetrieb beantragt. Diesmal wurde direkt bei der Generaldirektion der PTT angefragt, zu welchen Bedingungen die PTT einen Busbetrieb übernehmen würde. Die Regierung erhielt den Bericht am 3. Juli 1951. Bei der Waldenburgerbahn wurde dieser Bericht sehr kritisch analysiert. Es wurde festgehalten und am 10. August 1951 an die Regierung geschrieben, dass diverse Arbeitsplätze verloren gingen, die Bahn wesentlich schneller wäre als der Bus und die PTT weit höhere Taxen verrechnen würden als die Bahn. So würde eine Fahrt von Waldenburg nach Liestal um 76 %, die Kosten im Güterverkehr um 159 bis 233 % und der Milchtransport gar um 600 % teurer werden. Es war auch zu bedenken, dass ein vollbesetzter Dampfzug mit fünf Personenwagen im Winter oder an schönen Sommersonntagen gut 200 Fahrgäste, teilweise noch mit Ski oder Schlitten, in einer Fahrt von Liestal nach Waldenburg oder zurück zu befördern vermochte. Nach etlichen, durch die Waldenburgerbahn organisierten Gesprächen zwischen Regierung, Gemeinderäten und der Waldenburgerbahn entschloss sich der Regierungsrat endlich, sich für die Elektrifizierung einzusetzen. Am 20. Oktober 1951 stellte er Antrag an den Landrat, der Waldenburgerbahn eine Kantonsbeteiligung in Form von Aktienzeichnung in Höhe von 633'000 Franken zuzusichern.
Alle erforderlichen Vorarbeiten und die Regelung der Finanzierung konnten rasch zum Abschluss gebracht werden. Ab Mai 1952 wurde mit den umfangreichen Arbeiten begonnen. Am 23. Oktober 1953 erfolgte die amtliche Kollaudation durch das EAV und am Sonntag, dem 25. Oktober 1953 wurde die feierliche Inbetriebnahme des elektrischen Fahrbetriebs mit 1500 Volt Gleichstrom aufgenommen. Dazu wurden drei Triebwagen (CFe 4/4) Nummer 1 bis 3 und zwei neue Personenwagen (C4) beschafft.
Die Betriebsrechnung zeigte bald ein erfreuliches Bild. Damit ein Dampfzug die Strecke Waldenburg – Liestal bewältigen konnte, mussten 15.34 Franken aufgewendet werden. Die elektrischen Triebwagen begnügten sich mit 1.72 Franken.

### Dampfnostalgiewelle
1970 erreichte die europaweite Dampfnostalgiewelle auch die Waldenburgerbahn. Eine Restauration der im Bahnhof Liestal aufgestellten Dampflokomotive 5 erschien jedoch aus finanziellen Gründen nicht realisierbar. Alternativ wurde daher mit der EUROVAPOR ein Vertrag abgeschlossen, der die Beschaffung und den Betrieb eines Dampfzuges vorsah. Bereits am 18. Juni 1970 trafen dazu die C1-n2t-Tenderlokomotive 298.14 (Klasse U) der Österreichischen Bundesbahnen (ÖBB), sie wurde ursprünglich für die Schmalspurbahn Röwersdorf–Hotzenplotz gebaut und verkehrte zuletzt auf der Steyrtalbahn, sowie drei zweiachsige Personenwagen der Mariazellerbahn auf Spezialwagen der ÖBB in Liestal ein. Die Komposition ist seit 1969 im Eigentum der EUROVAPOR, der es gelang die Lokomotive rechtzeitig zum 90-jährigen Jubiläum der Strecke aufzuarbeiten. Am 19. Oktober 1970 erfolgte die Abnahme durch das EAV. Am 1. November 1970 konnte schliesslich der Fahrbetrieb aufgenommen werden. Danach stand der Zug regelmässig zu öffentlich ausgeschriebenen und privat gemieteten Fahrten im Einsatz. Am 4. Oktober 1980 war der Zug letztmals in Betrieb; nach einer fälligen Prüfung durch das Bundesamt für Verkehr (BAV) war festgestellt worden, dass Lokomotive und Wagen gravierende Mängel aufwiesen, welche zu einem Verkehrsverbot führten. Die Maschine wurde in Waldenburg abgestellt. 1982 lief der Vertrag mit der EUROVAPOR aus. Am 5. Mai 1984 wurden Lokomotive und Wagen daher zur Öchsle-Museumsbahn in Baden-Württemberg abtransportiert.

### Revision der Lokomotive Nummer 5

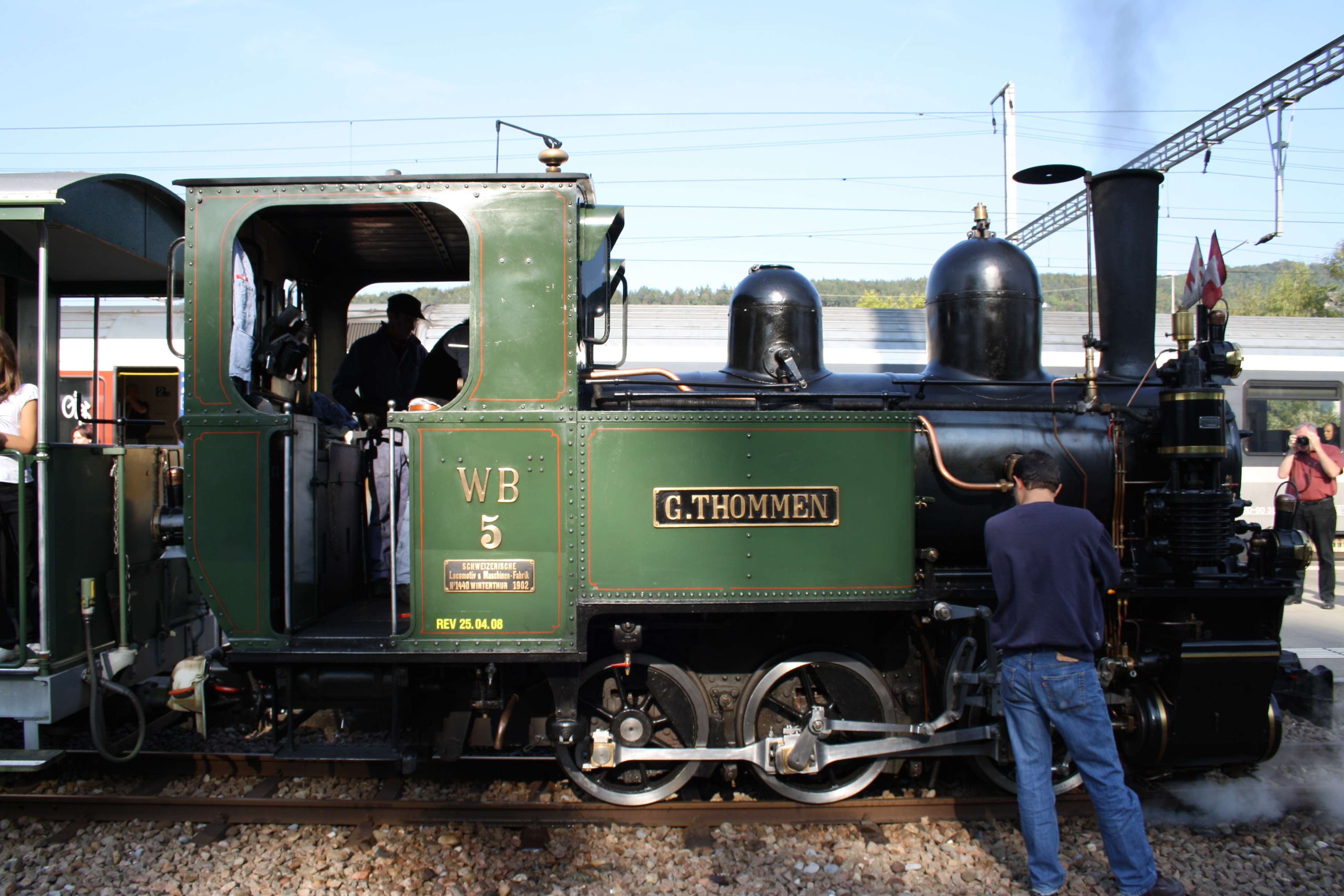
G 3/3 Nummer 5 G. Thommen (1902/1980), in Liestal, 2009

Nach der Elektrifikation der Waldenburgerbahn im Oktober 1953 wurden die Dampflokomotiven ausgemustert, so auch die Nummer 5 «G. Thommen». Die Lokomotive wurde zunächst in Waldenburg in einem Lokschuppen remisiert. Es war beabsichtigt, die Nummer 5 in Waldenburg als Denkmallok aufzustellen. Dazu kam es aber nicht. 1961 zeigte sich die Stadtgemeinde Liestal interessiert, die Lokomotive als Denkmal im Liestaler Bahnhofsareal auf einem kleinen Podest unter freiem Himmel aufzustellen. Diesem Wunsch wurde entsprochen.
Zum 100-jährigen Jubiläum im Jahr 1980 sollte eine originale Dampflokomotive gezeigt werden. Hierzu schoben bereits am 30. Juni 1975 Helfer der SBB-Depotinspektion Basel die Denkmallokomotive in Liestal wieder auf die Gleise, anschliessend wurde sie nach Waldenburg geschleppt. Dort klärte man ab, ob nur eine Aussenrenovation oder eine Totalrevision möglich wäre. Man entschied, sie wieder fahrbereit herzurichten. Als technischen Leiter für dieses Projekt wurde der Liestaler Ingenieur Markus Rickenbacher gewonnen. Er bildete eine Arbeitsgruppe aus freiwilligen Helfern. Die Lokomotive wurde in ihre Einzelteile zerlegt. Dabei zeigte sich, dass der Kessel und die Feuerbüchse gründlich überholt und Teile ersetzt werden mussten. Im Januar 1978 wurde der Kessel mit Feuerbüchse nach Knittelfeld zur ÖBB-Hauptwerkstätte spediert.
In Waldenburg wurden die Einzelteile der Maschine durch die Arbeitsgruppe «Gédéon Thommen» gründlich revidiert. Rahmen, Achsen, Federn, Räder, Zylinder, Kolben, Armaturen, Führerhaus, Wasserkästen, Kesselverschalung – alles wurde auf Neuwert instand gesetzt. Es mussten einige Teile, wie Aschekasten, Rauchkammer, Sicherheitsventil und anderes, neu angefertigt werden.
Der durch die ÖBB revidierte Kessel mit Feuerbüchse wurde Ende Juli 1979 von Knittelfeld wieder nach Waldenburg transportiert. Sofort begann man mit dem Aufbau der Lokomotive. Bei der Einführung des elektrischen Betriebs 1953 war das bisherige Vakuum-Bremssystem durch das Druckluft-Bremssystem ersetzt worden. Alle Fahrzeuge mussten umgerüstet werden. Aus betrieblichen Gründen entschied man sich, die Nummer 5 ebenfalls an das neue System anzupassen. Dazu wird eine dampfbetriebene Luftpumpe benötigt. Dieser «Fremdkörper» wurde in Fahrrichtung vorne rechts am Kessel angebaut. Im November 1979 waren die Arbeiten so weit fortgeschritten, dass die Nummer 5 zum ersten Mal unter Dampf gesetzt werden konnte. Noch waren nicht alle Arbeiten abgeschlossen. Es fehlte noch die Malerei, und anschliessend standen noch diverse Kleinarbeiten an.
Zu den Festaktivitäten im Juni 1980 zum Jubiläum «100 Jahre Waldenburgerbahn» fuhr die Lokomotive Nummer 5 «G. Thommen» als Jubiläumszug durch das Waldenburgertal. Ihr konnte ein ebenfalls durch die Arbeitsgruppe «Gédéon Thommen» restaurierter Personenwagen, der C2 Nummer 6 (1881), angehängt werden. Der Wagen aus der «Gründerzeit» wurde zum «Salonwagen As Nummer 24» hergerichtet. Seit 1980 ist Lokomotive «Nummer 5 G. Thommen» als historische Lokomotive im Einsatz und wird von der Dampfgruppe der Waldenburgerbahn betreut.

### Jüngere Geschichte

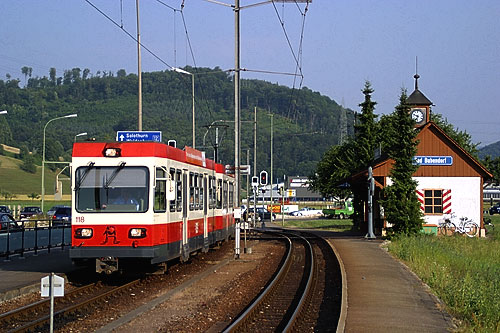
Haltestelle Bad Bubendorf (2006)

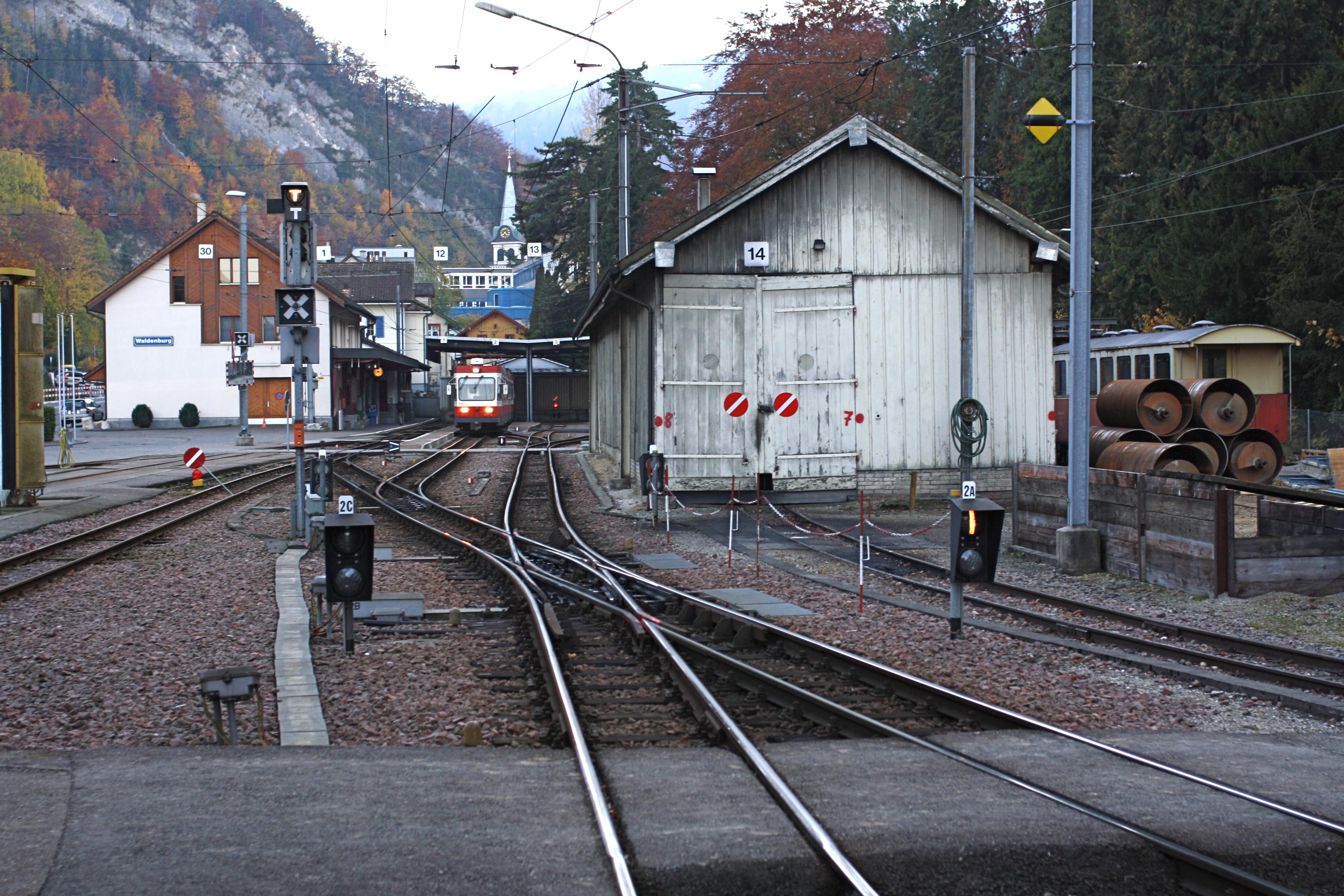
Endbahnhof Waldenburg im Jahr 2009

1974 leitete die Waldenburgerbahn die Vorbereitungen ein, um dem Tarifverbund BVB/BLT beitreten zu können. Bereits auf den 1. April 1985 wurde das Umweltschutz-Abonnement eingeführt, welches sich als grosser Erfolg erwies. Von den 871'803 beförderten Personen nutzten 319'680 dieses Angebot. Ab dem 1. Januar 1986 war die Waldenburgerbahn Mitglied im Tarifverbund BVB/BLT und ab dem 1. Juni 1987 im Tarifverbund Nordwestschweiz (TNW).
Ab Dezember 1985 bis April 1986 wurden die neuen Pendelzüge, bestehend aus Trieb- und Steuerwagen BDe 4/4 (mit Gepäckabteil) und Bt, an die Waldenburgerbahn geliefert. Die neuen Züge bewährten sich auf Anhieb. Die geforderten Betriebspostulate konnten erzielt werden. Die Fahrgastzahlen entwickelten sich mehr als erwartet. Zwischen Januar und Juni 1986 wurden 35,2 % mehr Passagiere befördert als im gleichen Zeitraum 1985. Die Fahrgastzahlen stiegen laufend an. Bald stiessen die Pendelzüge an ihre Kapazitätsgrenzen. Am 18. Oktober 1992 genehmigte der Landrat eine Folgebestellung von drei weiteren Trieb- und sechs Steuerwagen gleicher Bauart, finanziert mit Bundeshilfe. Bereits im Dezember 1992 konnte der erste Pendelzug der zweiten Generation in Betrieb gesetzt werden. Die restlichen Fahrzeuge folgten bis März 1993. Dies belegen die steigenden Passagierzahlen. 1998 wurden über 1'600'000 Passagiere befördert.
Am 24. August 1988 stiessen zwei Züge oberhalb der Haltestelle Altmarkt auf offener Strecke frontal zusammen. 2 Menschen wurden getötet, 14 weitere verletzt.

### Umbau auf Meterspur

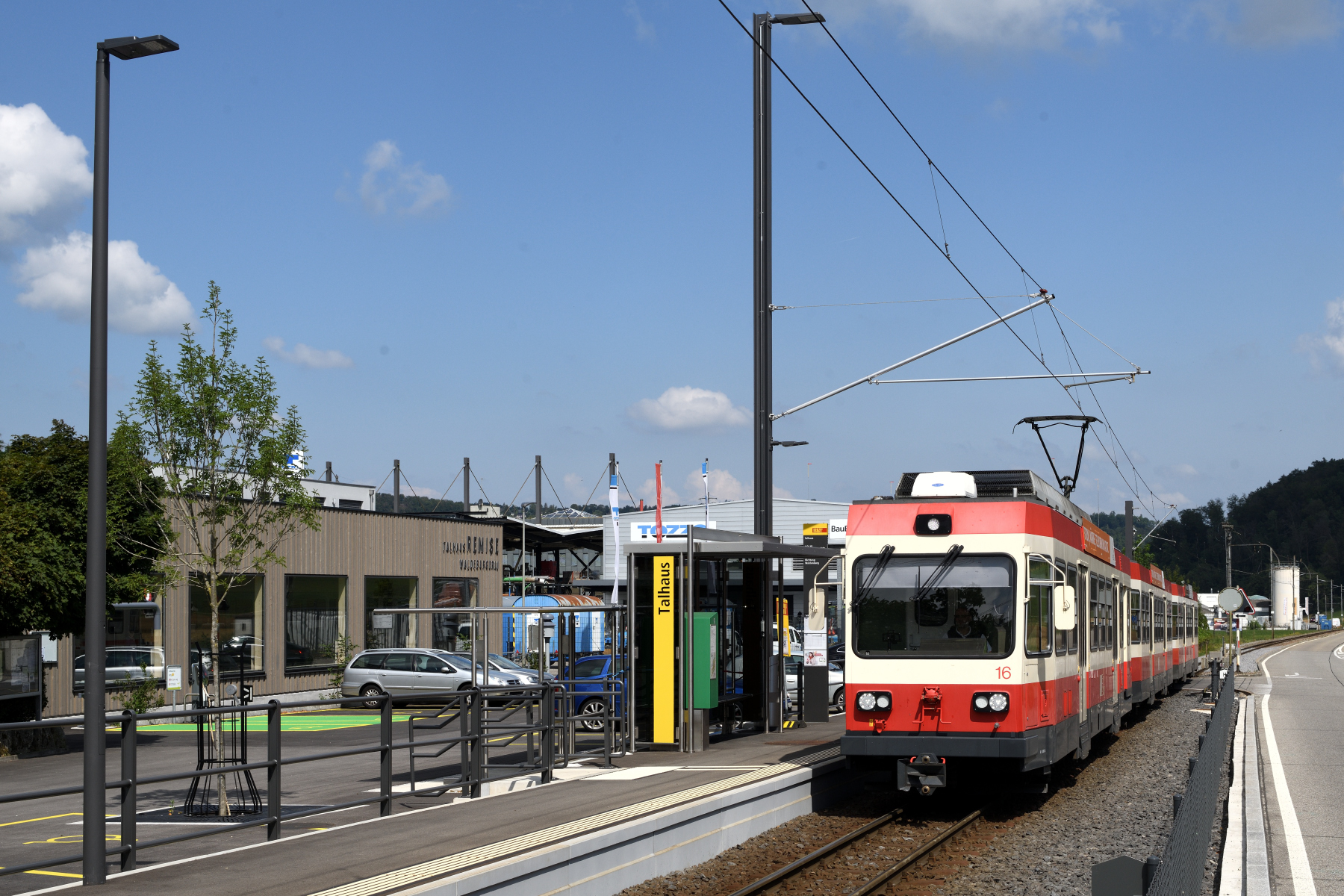
BDe 4/4 16 in der bereits 2018 modernisierten Haltestelle Talhaus (2019)

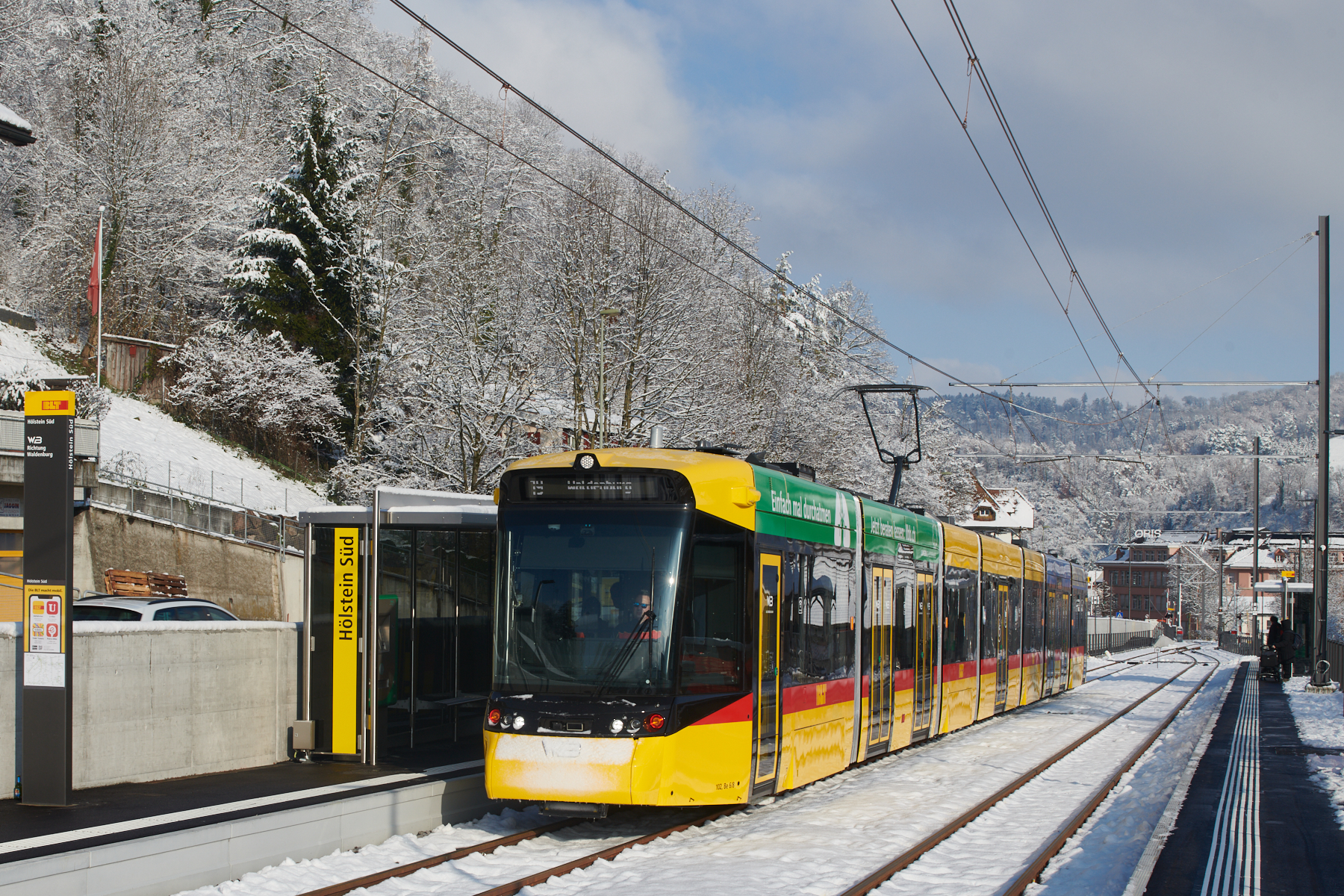
Tramlink 102 in Hölstein Süd (2022)

Vor 2009 wurde damit begonnen, bei Erneuerungen von Kunstbauten oder bei Arbeiten am Bahntrassee den Unterbau für einen spätere Umspurung auf Meterspur vorzubereiten. Da von 2015 bis 2017 der Ersatz des Rollmaterials vorgesehen war, wurde aufgrund von kostengünstigerer Beschaffung von Meterspurfahrzeugen erneut eine Umspurung auf Meterspur geprüft. So erstellte die Bau- und Planungskommission im Oktober 2010 zu Händen des Landrats des Kantons Basel-Landschaft einen Bericht. Der Bund und die SBB entschieden 2012, den Bahnhof Liestal um ein Gleis und zwei Haltekanten auszubauen.
2015 erstellte die Bau- und Planungskommission erneut einen Bericht an den Landrat. Auf dessen Grundlage hat der Landrat am 17. Dezember 2015 mit deutlichem Stimmenmehr einer Umspurung auf Meterspur zugestimmt. Das von Bund und SBB vorgesehene Bauprogramm wird zwischen 2017 und 2025 realisiert. Aufgrund des bestehenden Liestaler Bahnhofgebäudes können die Gleisanlagen nur in Richtung Süden erweitert werden. Dadurch muss auch das Gleis der Waldenburgerbahn zwischen Frenkenbündten und dem Bahnhof Liestal bis zu zwölf Meter nach Süden verschoben werden.
Die vorhandenen Fahrzeuge mussten somit noch einige Jahre weiterfahren. Die historische Dampflokomotive mit Personen- und Güterwagen konnte aus Kostengründen nicht auf Meterspur umgespurt werden. Seit Oktober 2018 sind sie in einer eigens dafür gebauten Remise bei der frisch renovierten Haltestelle Talhaus ausgestellt. Ebenfalls im Herbst 2018 schrieben die Baselland Transport zusammen mit der Aargau Verkehr (AVA) die Beschaffung von 18 neuen Triebzügen aus. Der Auftrag ging an Stadler aus Bussnang. Die BLT bestellten zehn, die AVA acht Triebzüge des Typs Tramlink. Die Fahrzeuge sind nur 2,45 Meter breit, obwohl das Profil der WB 20 Zentimeter mehr zulassen würde.
Am 6. April 2021 wurde die Bahn vorübergehend ausser Betrieb genommen. Das gesamte alte Rollmaterial (sieben Trieb- und zehn Steuerwagen) wurde im April 2020 für 80'000 Franken an die slowakische Schwarzgranbahn verkauft; das Weichenmaterial ging für einige zehntausend Franken an die österreichische Zillertalbahn.
Beim Umbau wurde die Streckenhöchstgeschwindigkeit auf 80 km/h angehoben und die Strecke mit Communication-Based Train Control (CBTC) ausgestattet. Die Umbaukosten für die Infrastruktur betrugen 320 Millionen Franken, 8 % mehr als budgetiert. Das Rollmaterial kostete 54 Millionen Franken, 10 % weniger als geplant.
Der Meterspur-Betrieb wurde zum Fahrplanwechsel am 11. Dezember 2022 aufgenommen. Die Betriebseröffnung missriet jedoch gründlich. Am ersten Betriebstag traten so viele Störungen auf, dass der zuvor während anderthalb Jahren geführte Busbetrieb parallel zur Bahn wieder eingerichtet wurde. Von den zehn bestellten Tramlink-Zügen standen bei der Betriebsaufnahme nur sechs zur Verfügung, so dass in den Hauptverkehrszeiten nicht alle Züge in Doppeltraktion verkehren konnten. Das CBTC-System war installiert, durfte aber wegen der ausstehenden Betriebserlaubnis keine sicherheitsrelevanten Informationen und Anweisungen herausgeben. Deshalb mussten zusätzliche Geschwindigkeitstafel, Weichenlichtsignale und an den Bahnübergängen Kontrollsignale für den Wagenführer installiert werden. Nach vier Wochen hatte die BLT die Software-Probleme, die Kinderkrankheiten der neuen Fahrzeuge und die geringe Erfahrung des Personals soweit in den Griff bekommen, dass der Betrieb stabil verlief. Weiterhin musste in den Stationen und über Bahnübergänge auf Sicht gefahren werden. Bis zur Inbetriebnahme des CBTC-Systems, das ein teilautonomes Fahren auf Stufe GoA2 erlaubt, verkehrt die WB mit einem starren Fahrplan mit festgelegten Kreuzungspunkten ohne Hauptsignale.

## Stationen
Bei der Inbetriebnahme der Waldenburgerbahn in den 1880er-Jahren umfasste die 13 Kilometer lange Strecke acht Stationen. Die Zahl der Stationen wurde seitdem mehrfach verändert. Ergänzungen wurden beispielsweise mit dem Bau von neuen Wohnquartieren in den verschiedenen Gemeinden des Waldenburgertals begründet und teilweise auch als Gelegenheit genutzt, Kreuzungsgleise einzubauen. Nach dem Umbau 2021–2022 liegen an der Strecke liegen zwölf Stationen: Liestal, Gräubern, Bad Bubendorf, Talhaus, Lampenberg-Ramlinsburg, Hölstein, Hölstein Süd, Hirschlang, Niederdorf, Winkelweg, Oberdorf und Waldenburg.
Nur zwei der Stationen der Bahnlinie konnten je als richtige Bahnhöfe bezeichnet werden, nämlich die Endstationen Liestal und Waldenburg. Die Stationen entlang der Strecke sind dabei wegen ihrer verminderten Infrastruktur eher als Haltestellen zu verstehen. Es war daher wichtig, dass diese Haltestellen in der Dorfmitte, wenn möglich in der Nähe von einem Wirtshaus, zu liegen kamen, wo in einigen Fällen, beispielsweise beim Wirtshaus «Rössli» in Hölstein, auch Fahrkarten bezogen werden konnten. Nur bei der Endstation in Waldenburg verfügte die Bahn zu ihren Anfangszeiten über eigene Stationsgebäude, zumal sie das Bahnhofsgelände in Liestal schon immer mit der SBB (früher Schweizerische Centralbahn, SCB) teilte.
Die heutigen Bahnhofs- oder Haltestellenanlagen haben bis auf ihre Standorte nur sehr wenige Gemeinsamkeiten mit den Anlagen und Bauten aus der Anfangszeit der Linie. Wegen Kapazitätsproblemen oder aus Streckenführungs- und Betriebsgründen kam es immer wieder zu Erneuerungs- oder Umbauten. Besonders einschlagend waren diese zur Zeit der Elektrifizierung der Bahn in den 1950er-Jahren oder in den Jahren 2021 und 2022, als der Gesamtumbau der Bahn auf die Meterspur erfolgte. Viele Haltestellen wurden mit dem Gesamtumbau energieeffizienter und -sparend ausgestattet.
19 Liestal – Gräubern – Bad Bubendorf – Lampenberg-Ramlinsburg – Hölstein – Hölstein Süd – Hirschlang – Niederdorf – Winkelweg – Oberdorf – Waldenburg
Im Folgenden werden talaufwärtsgehend die Stationen näher beschrieben:

### Liestal

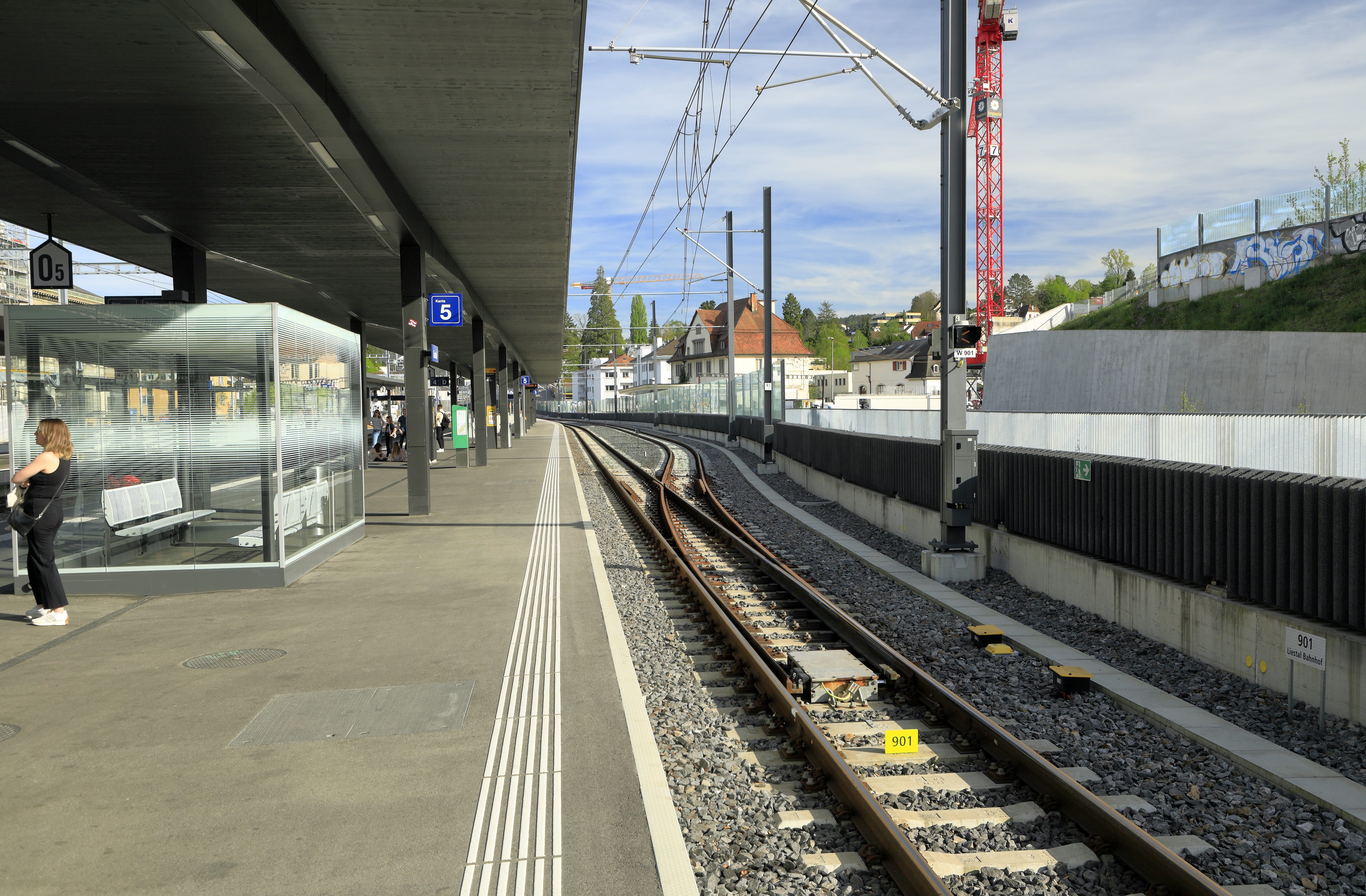
Bahnsteiggleis der Waldenburgerbahn

Wegen der Streckenführung der damaligen SCB-Linie Basel-Olten, die in Liestal einen Zwischenhalt vorsah, wurde damals ausserhalb der Stadt der Bahnhof gebaut und im Jahr 1854 fertiggestellt. Liestal erhielt ein Stationsgebäude mit Warteräumen, Geräteräumen, Güterschuppen, Ladeplatz und -rampe und einen langen Bahnsteig. Im Jahr 1880 erlangte auch die neu gegründete Waldenburgerbahn Zugang zum Bahnhofsgelände der Schweizerischen Centralbahn. Ihr einziges Gleis musste jedoch auf der engen, südwestlichen Geländeseite ausgelegt werden, wo sie neben einer Hügelwand Platz finden musste. Platz war gerade genug für drei kurze Abstellgleise zum Rangieren, für einen Güterschuppen, der auch als Lokremise dienen konnte, eine Verladerampe, ein Kohlelager, Wasserturm und eine Drehscheibe.
Als die SBB ihre Linie in Liestal in den 1920er-Jahren elektrifizierten, erhielt die Waldenburgerbahn auf ihrer Bahnhofsseite ein weiteres Gütergleis und mit dem Ausbau des Bahnhofs in den 1930er-Jahren Zugang zur neuen Personenunterführung. Ab 1942 hielt die Waldenburgerbahn am neuen, zweiten Perron, was das Umsteigen sicherer machte. Ebenfalls wurde der Schützengartenhügel abgetragen, wodurch die Bahn mehr Platz erhielt.
Im Jahr 2024 verfügt die Waldenburgerbahn im Bahnhof Liestal nur noch über ein auf Meterspur vergrössertes Stammgleis am selben Standort.

### Gräubern
Ursprünglich unter dem Stationsnamen «Alter Markt» bekannt, stand bei dieser Haltestelle ausserhalb der Stadt Liestal bis ins Jahr 1923 noch ein Wärterhäuschen. Dieses war aus Sicherheitsgründen notwendig, da sich die schmalen Gleise der Waldenburgerbahn dort von den SCB-Gleisen abzweigten. Im Jahr 2000 wurde der Stationsnamen zuerst auf «Altmarkt» und nach dem Gesamtumbau 2022 auf «Gräubern» abgeändert. Seitdem verfügt die Station über einen doppelspurigen Betrieb und zwei Haltekanten.

### Bad Bubendorf
In Bad Bubendorf stand die Station Anfangs beim Gasthof und Hotel mit gleichem Namen und verfügte dort über ein Abstellgleis und eine Güterrampe. Erst Anfang der 1930er-Jahre konnten sich Züge dort auch kreuzen. Vor dem Bahnumbau 2021–2022 verfügte die Station über ein charmantes, altes Wartehäuschen, mit kleinem Glockentürmchen, welches ursprünglich als Wärterhäuschen diente. Die Station verfügt nun über zwei Spuren und neue, uniforme Warteunterstände.

### Talhaus
Im Jahr 1953 erhielt die Gemeinde Bubendorf beim Wirtshaus «Talhaus» eine zweite Haltestelle, die als Bedarfshaltestelle zur Linie hinzugefügt wurde. Besonders an diesem Standort ist die 2019 eingeweihte Talhaus Remise, wo die Dampflokomotive «G. Thommen» permanent ausgestellt wird. Zuvor stand sie zu verschiedenen Zeiten in Waldenburg und Liestal.

### Lampenberg-Ramlinsburg
Als die Waldenburgerbahn noch dem alten Verlauf der Kantonsstrasse folgte, kam die Station, die die auf dem Hügel liegende Gemeinde Lampenberg bedienen sollte, ursprünglich hinter einem Felskopf vor einem ehemaligen Gasthaus zu liegen, wo sie ab den 1930er-Jahren auch eine Kreuzungsgelegenheit erhielt. Im Jahr 1937 wurde zum Stationsnamen das Dorf Ramlinsburg hinzugefügt. Im Jahr 1965 wurde die Station wegen der neuen Führung der Kantonsstrasse in den Talboden verlegt und erhielt dort ein Lagerraum und ein Wartehäuschen. Seit 2022 wird die Haltestelle an diesem Standort doppelspurig betrieben.

### Hölstein
Die Station Hölstein liegt gegenüber vom ehemaligen Wirtshaus «Rössli», wo früher auch Fahrkarten gekauft werden konnten. Speziell für die Station ist jedoch ihre zentrale Rolle für den sogenannten «Milchzug», der von 1895 bis 1962 Milch durch das Tal transportierte. Im Jahr 1995 erhielt die Station einen Neubau, wodurch die Schienen erstmals physisch von der Strasse getrennt wurden. Dazu gab es einen neuen Bahnsteig mit Dach und ein Wartehäuschen. Lange verfügte die Station über eine Kreuzungsgelegenheit, wird jedoch seit 2022 einspurig bedient.

### Hölstein Süd und Weidbächli
Von Hölstein in Richtung Waldenburg stösst die Bahn zuerst auf die damals noch als Bedarfshaltestelle operierende Station Hölstein Süd, die um die Elektrifizierungszeit in den 1950er-Jahren zur Linie addiert wurde, um ein neues Quartier zu bedienen. Gleiches galt im Jahr 1984 für die darauffolgende Station «Weidbächli», die mit dem Bahnumbau von 2021–2022 zurückgebaut wurde.

### Hirschlang und Niederdorf
Die Haltestelle Hirschlang in einem damals neuen Wohnquartier der Gemeinde Niederdorf wurde 1985 spezifisch als Kreuzungsstelle zur Strecke hinzugefügt. Die Bahn wollte so Verspätungen vermeiden und eine höhere Frequenz anstreben. Ursprünglich eine Bedarfshaltestelle, wird sie heute (Stand 2024) regulär bedient. In Niederdorf kam die Haltestelle ebenfalls vor einem Hotel und Restaurant zu liegen. Ihr Standort musste jedoch mit dem Bau der Station Hirschlang im Jahr 1985 um etwa 100 Meter verschoben werden und ist seither keine Kreuzungsstelle mehr.

### Winkelweg und Oberdorf
Direkt bei der Einfahrt in die Gemeinde Oberdorf liegt seit 1953 die Station Winkelweg, welche zuerst als Bedarfshaltestelle operierte, heute (Stand 2024) aber sogar regulär und im Doppelspurbetrieb bedient wird. Die Haltestelle Oberdorf lag zu Beginn beim Restaurant «Eidgenossen», wurde jedoch 1953 mit der Elektrifizierung und wegen des Baus der Station Winkelweg um eine kurze Distanz talaufwärts verlegt.

### Waldenburg

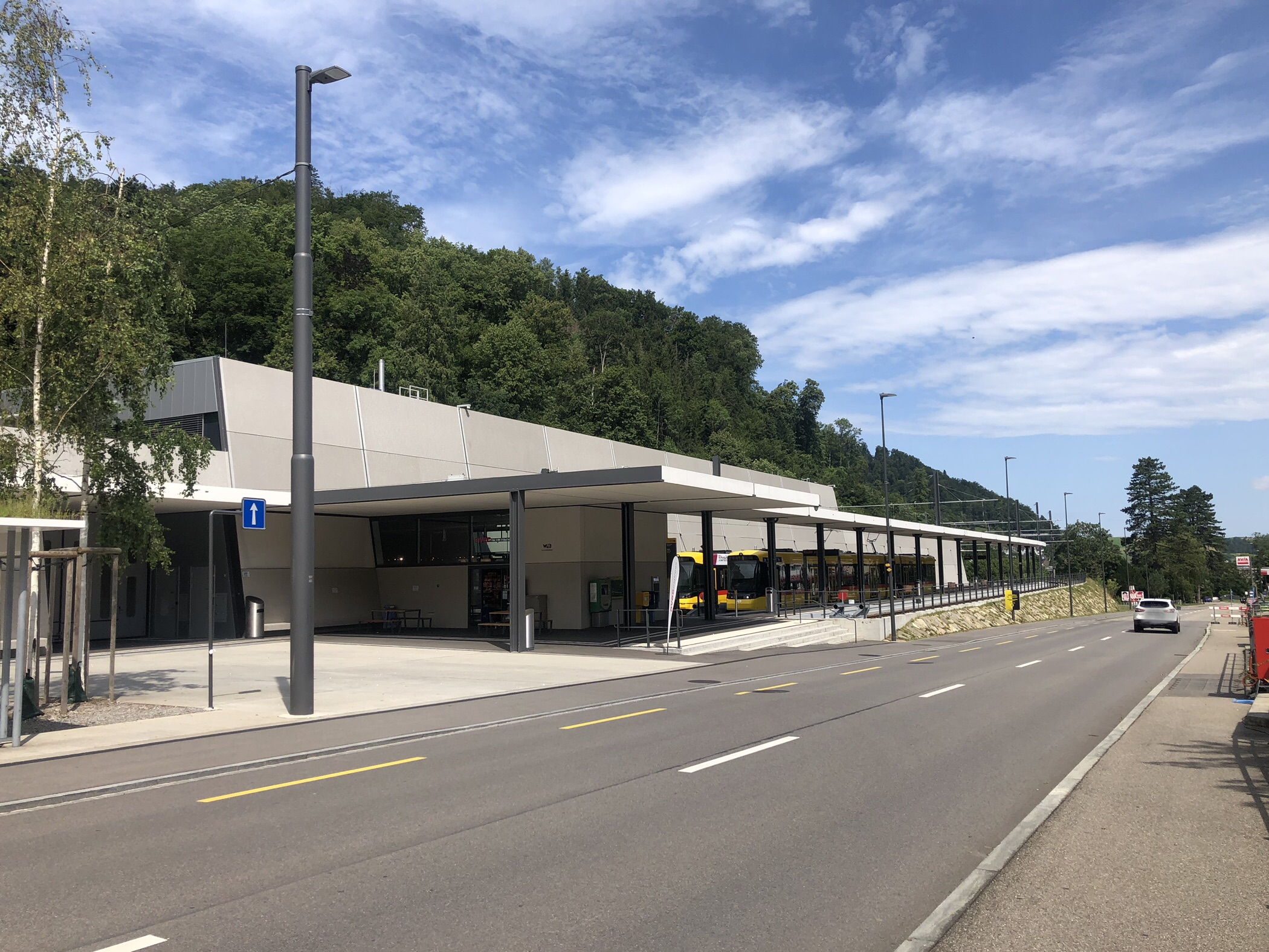
Bahnhof Waldenburg im Juli 2024

Der Kopfbahnhof in Waldenburg war trotz seiner Wichtigkeit als Ausgangspunkt und Verwaltungshauptsitz der Bahn eher bescheiden ausgestattet. Das Gelände verfügte zu Beginn über ein Stationsgebäude mit Wartesaal, Büro, Güterschuppen und -rampe. Ein weiteres Gebäude diente als Lok- und Wagenremise mit Werkstatt. Trotz eines eher kleinen Gleisfelds für das Rangieren der Züge wurden die Gleise zukunftsorientiert gelegt. Über den Bahnhofsvorplatz führten die Gleise für die Streckenanfänge einer potentielle Verlängerung bis nach Langenbruck.
Mit der Elektrifizierung in den frühen 1950er-Jahren kamen grössere Änderungen auf den Bahnhof Waldenburg zu. Das Depot, nun mit der Werkstatt verbunden, wurde wie das Gleisfeld für die Ansprüche der neuen elektrischen Triebwägen neu gebaut. Auch der Stationsbau wurde renoviert und der Bahnsteig mit einem Dach versehen. Im Jahr 1982 wurde wieder eine Gesamterneuerung der Bahnhofsanlage mit einer neuen Einstellhalle, einem neuen Depot, einer neuen Waschanlage und einem neuen Zwischenperron beschlossen. Nur wenige Jahre später aber brach in der Nacht vom 5. Juni 1991 im Güterschuppen ein Feuer aus, wodurch auch das anliegende Stationsgebäude beschädigt wurde, sodass erneut ein neues gebaut werden musste. Im Jahr 1993 stand das neue Waldenburger Stationsgebäude mit Verwaltungsbüro, Wartesaal, Kiosk und einem Reisebüro. Zudem wurden eine neue Bushaltestelle mit Wendeplatz und ein grosses Stationsvordach hinzugefügt. Erstmals wurden mit diesem neuen Stationsgebäude jedoch die bedienten Billettschalter aufgehoben.
Seit dem grossen Bahnumbau in den Jahren 2021–2022, der eine Totalerneuerung des Endbahnhofs mit sich zog, steht jedoch auch dieses Bahnhofsgebäude nicht mehr. Die Ausrichtung der Gleise wurde geändert, die Werkstatt wurde für die neuen Tramlink-Züge modernisiert; die Waschanlage, das Depot, die Personalräume und die Bushaltestelle mit Wendeplatz sind komplett neu. Auch ein neuer Lebensmittelladen wurde im Bahnhofsgebäude integriert. Nach dem Umbau münden nun drei Gleise in den Haltebereich des Bahnhofes. Ein überdachtes Zwischenperron beherbergt Haltekante 1 und 2, der dritte Bahnsteig ist ebenfalls begehbar und an die Gebäudewand angelegt, die den Haltebereich vom restlichen Bahnhof trennt.
Die neue Anlage ist nun sichtbar durch die BLT beschriftet und symbolisiert und zeigt wenig von der örtlichen Bahngeschichte. Durch die Vereinheitlichung der Haltestelleninfrastrukturen, die mit dem Gesamtumbau der Bahnstrecke umgesetzt wurde, trifft das auch auf die anderen Stationen der Linie zu.

## Verkehr

### Personenbeförderung

Personenzug um 1881 im Bahnhof Waldenburg

Sommerwagen ab 1880

Personenwagen, geliefert 1883

Am Montag, den 1. November 1880 begann der reguläre Personenverkehr. Es standen die beiden Dampflokomotiven G 2/2 Nummer 1 „Dr. Bider“, Nummer 2 „Rehhag“ und vier zweiachsige Personenwagen, die B2 Nummer 1 und 2 sowie die C2 Nummer 3 und 4 mit je 18 Sitz- und zehn Stehplätzen zur Verfügung. Die Bahn stellte Sitzplätze in der zweiten und dritten Wagenklasse zur Verfügung. Der Fahrpreis betrug in der dritten Wagenklasse von Liestal bis Waldenburg einen Franken. Am Tage wurden damit je drei Züge je Richtung geführt. In der Nacht war der Fahrbetrieb eingestellt, da Unbekannte versucht hatten, die Bahn durch Steine und Holzbalken zum Entgleisen zu bringen. Eine Fahrt dauerte 55 bis 60 Minuten. Im ersten Betriebsjahr beförderte die Bahn bereits 73'704 Personen. Aus Mangel an Personenwagen wurden offene Güterwagen zu Sommerwagen umgerüstet, im Volksmund Bregg genannt. Im Jahr 1881 bediente die Bahn acht Bahnhöfe und Haltestellen und bot vier Fahrten in jede Richtung an. Der schnellste Zug benötigte für die Gesamtstrecke 56 Minuten. Im 1881 wurden bereits zwei zusätzliche Personenwagen, die C2 mit den Nummern 5 und 6, geliefert. Auch erwies sich der Lokomotivbestand als zu gering. Da die Züge schwerer wurden, musste eine stärkere Maschine angeschafft werden. 1882 konnte die Lokomotive G 3/3 Nummer 3 „Dubs“ von Krauss & Cie in Dienst gestellt werden. Im Jahre 1886 wurden 81'438 Personen befördert. 1883 folgten die Personenwagen B2 Nummer 7 und 8. 1887 wurde die Lokomotive G 3/3 Nummer 4 „Waldenburg“ von SLM in Dienst gestellt. Nun war es möglich, zehn Züge pro Tag zu führen. 1905, nach 25 Betriebsjahren, wurden 135'640 Personen befördert. Der Fahrzeugpark musste laufend angepasst werden.
Der Erste Weltkrieg brachte auch für die Waldenburgerbahn schwere Zeiten. So wurde über längere Zeit nach Kriegsfahrplan mit je fünf Zügen pro Richtung gefahren. Trotz Militärverkehr konnte kein zusätzlicher Zug gefahren werden. Es wurde immer schwerer, die teure Kohle zu beschaffen. Einschränkungen im Betrieb gab es ab 1917, und ab 1918 musste der Betrieb an den Sonntagen eingestellt werden.
Ab Mai 1928 wurde mit diversen Verbesserungen auch ein „Sport-Eilzug“ über die Gesamtstrecke angeboten. Dieser war beliebt und wurde gut genutzt. 1929 konnten 230'258 Personen befördert werden.
Im Sommerfahrplan 1939 waren im Kursbuch täglich neun, am Wochenende bis zu 14 Zugpaare verzeichnet. Die schnellsten Züge benötigten dabei 35 Minuten für die Gesamtstrecke. Der Zweite Weltkrieg brachte ebenfalls wieder Einschränkungen. Der ab 2. September 1939 gültige Kriegsfahrplan sah täglich nur sechs Züge pro Richtung vor. Ab 1940 verkehrten werktags sieben Züge pro Richtung und an Sonntagen zwölf. 1942 waren an schönen Samstagen und Sonntagen bis zu 4'000 Personen zu befördern. Täglich verkehrten sieben Züge pro Richtung. Durch die Kohlenengpässe musste die Anzahl Züge ab Mai 1943 auf fünf pro Richtung reduziert werden. 1943 wurden trotzdem über 400'000 Personen befördert. Im Sommer 1944 erhöhte sich die Truppenpräsenz, was für erheblichen Mehrverkehr sorgte. Langsam besserte sich die Verfügbarkeit der Kohle. So konnte ab Sommer 1946 die Zahl der Züge an Werktagen auf acht und an Sonntagen auf neun erhöht werden. 1948 wurde die zweite Wagenklasse aufgehoben.
Nach der Elektrifizierung konnte ab dem 26. Oktober 1953 der Fahrplan auf täglich 15 Zugpaare verdichtet werden. Bis Ende 1954 stieg die Anzahl der beförderten Fahrgäste auf 505'980 an. 1963 waren es 757'569.
Im Jahr 1970 wurde mit 846'675 Fahrgästen der Höchststand in der Bahngeschichte erreicht. Ab dem 1. November verkehrte der EUROVAPOR-Dampfzug. Dieser war beim Publikum sehr beliebt. 1971 nutzten ihn über 5'000 Fahrgäste.
Im November und Dezember 1973 führte das wegen der Ölkrise den Autofahrern auferlegte Sonntagsfahrverbot bei der Waldenburgerbahn zu einem Mehrverkehr: Im Vergleich mit denselben Sonntagen im Jahr 1972 mussten zum Teil bis fast die dreifache Anzahl Bahnkunden befördert werden.
Ab 1974 war die Personenbeförderung rückläufig. Dies wurde dem stark ansteigenden Individualverkehr zugeschrieben, zeigte aber eventuell auch eine gewisse Unzufriedenheit der Kunden mit dem Bahnangebot. Bis 1978 sanken die Fahrgastzahlen auf 665'013. Der Dampfzug war jedoch nach wie vor sehr beliebt. 1978 beförderte er 6'526 Freunde der Dampflokomotiven.
An einer ausserordentlichen Generalversammlung im November 1982 wurde einem Sanierungsprogramm zugestimmt. Der Abwanderung der Fahrgäste musste Einhalt geboten werden. Es sollten vier Pendelzüge angeschafft werden. Die Zugsverbindungen der SBB in Liestal mussten garantiert werden können. In den Verkehrsspitzenzeiten sollten ausreichend Sitzplätze angeboten werden. Dies war mit den 30 bis 60 Jahre alten Trieb- und Anhängewagen nicht zu realisieren. Wie zur Dampflokzeit müssten mit den Triebwagen die Züge in Liestal und Waldenburg für die Rückfahrt umfahren werden, was zeitaufwändig war. Um einen 30-Minuten-Takt zu gewährleisten, musste die Fahrzeit von 25 auf 21 Minuten verkürzt werden. Hierzu musste die Fahrgeschwindigkeit auf 70 bis 75 km/h erhöht werden. Dies war mit dem eingesetzten Rollmaterial nicht mehr möglich. Für neue, schnellere Züge waren an einzelnen Stellen Anpassungen an Gleisen und Signaltechnik erforderlich. Im Juli 1983 beschloss der Baselbieter Landrat die grundlegende Sanierung der Waldenburgerbahn.
Bis 1984 stieg die Anzahl der beförderten Passagiere wieder auf 729'627.
2002, anlässlich des Eidgenössischen Turnfests, beförderte die Waldenburgerbahn zusammen mit Autobussen an zwei Wochenenden 75'000 Besucher von Liestal zum Turnzentrum Bad Bubendorf und zurück, die Bahn verkehrte dabei mit extralangen Kompositionen und im 7½-Minuten-Takt. Während der Euro 2008 wurden Pendelzüge im 15-Minuten-Takt zwischen Liestal und Bad Bubendorf als Standort des Fancamps 9. Stadion eingesetzt.
Von Frühling bis Herbst bot die Waldenburgerbahn historische Fahrten mit der einzigen betriebsfähig erhaltenen Dampflokomotive Nummer 5 Gédéon Thommen aus dem Jahr 1902 an. Aufgrund gesetzlicher Auflagen und daraus resultierenden notwendigen Anpassungen an den Fahrzeugen endeten die Dampfzugeinsätze 2015.

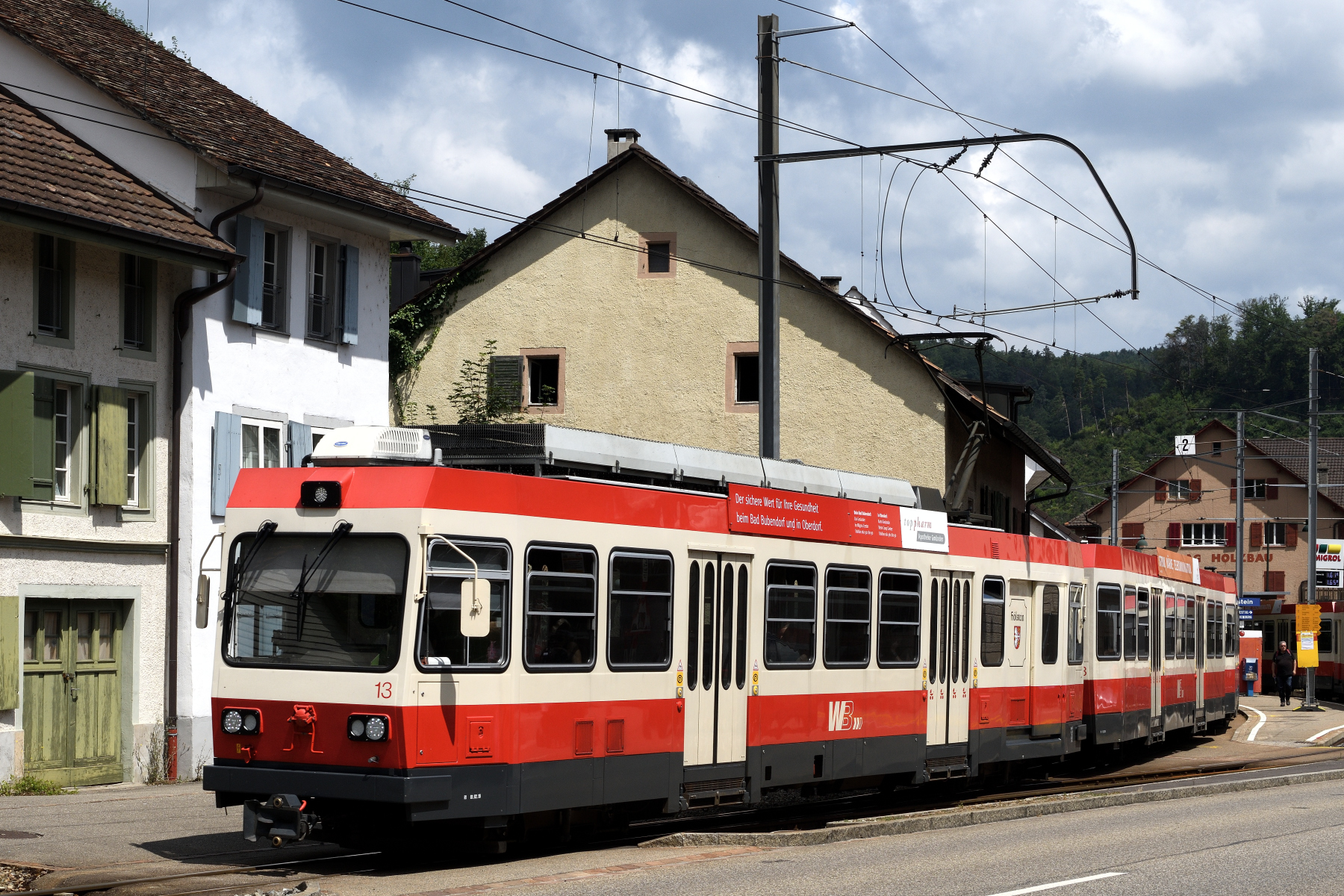
BDe 4/4 13 «Hölstein» in Hölstein (2019)

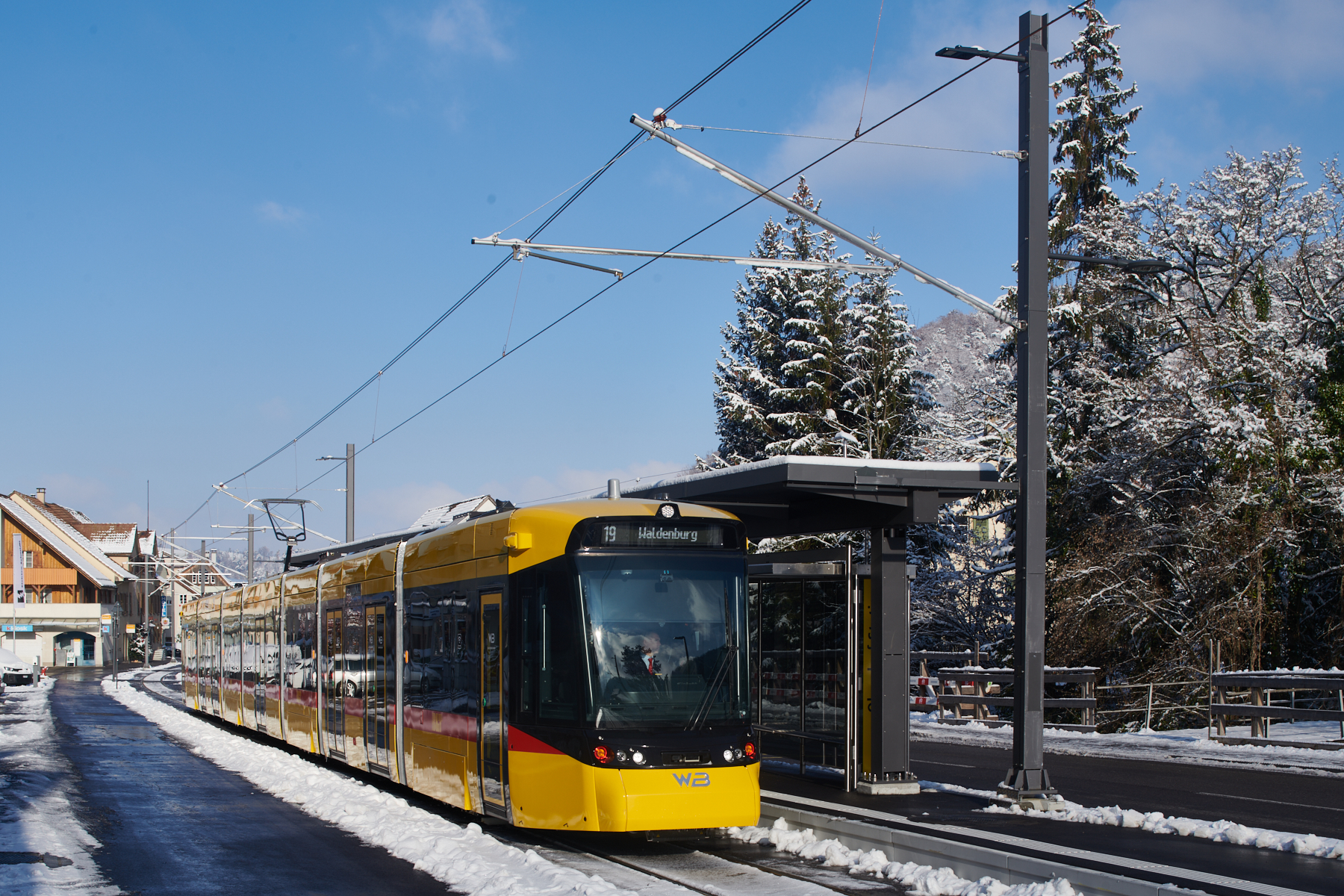
Tramlink 104 in Oberdorf (2022)

Die Waldenburgerbahn bediente bis 2021 elf Unterwegsstationen, wobei Talhaus, Hölstein Süd, Hölstein Weidbächli, Hirschlang und Oberdorf Winkelweg Haltestellen auf Verlangen waren. Die Strecke ist in den Tarifverbund Nordwestschweiz (TNW) integriert. Seit dem Fahrplanwechsel im Dezember 2008 wies die Waldenburgerbahn eine deutlich abweichende Symmetriezeit auf; diese lag etwa fünf Minuten später als üblich. Zugkreuzungen fanden je nach Fahrplanlage in Altmarkt, Bad Bubendorf, Lampenberg-Ramlinsburg, Hölstein, Hirschlang oder Winkelweg statt. Die Fahrten des stündlichen Grundtaktes fanden ab Liestal zur Minute :35 beziehungsweise ab Waldenburg zur Minute :06 statt, die Zwischenfahrten ab Liestal zur Minute :05 und ab Waldenburg zur Minute :36.
Die Linie trägt seit 2016 im Anschluss an die von den BVB beziehungsweise der BLT betriebenen Basler Tramlinien die Liniennummer 19. Diese wird jedoch nicht an den Fahrzeugen angeschrieben, da mangels direkter Verknüpfung mit dem Tramnetz keine Verwechslungsgefahr besteht. Zum Fahrplanwechsel im Dezember 2019 änderte sich die Zugkategorie der Züge in der elektronischen Fahrplanauskunft von R zu T. Auch in der Kopfzeile des zugehörigen Fahrplanfeldes ist die Strecke mittlerweile mit einem Tram-Symbol gekennzeichnet, die seit 2022 eingesetzten Züge verfügen über Fahrtrichtungsanzeiger und haben keine Gepäckabteile mehr.
Bis April 2021 bot die Waldenburgerbahn an Werktagen einen ungefähren Halbstundentakt mit Verdichtungen auf einen 15-Minuten-Takt zu den Spitzenzeiten an (47 Fahrten je Richtung); nur zu den Tagesrandzeiten wurde er zu einem Stundentakt ausgedünnt. Die Fahrzeit betrug für die ganze Strecke 24 Minuten.
Im Fahrplanjahr 2023 beträgt die Fahrzeit für die ganze Strecke 22 Minuten in Richtung Liestal und 23 Minuten in Richtung Waldenburg.

### Gütertransport

Güterwagen aus der Gründerzeit, 1880

Ab dem 17. Januar 1881 nahm die Waldenburgerbahn den Gütertransport mit zwei gedeckten und sechs offenen Güterwagen auf. Ende Jahr waren 248 Tonnen Güter transportiert worden. Ende 1885 wurde im Auftrag des Allgemeinen Consumverein (ACV) Basel ein spezieller Milchzug eingeführt, mit dem die von den Bauern angelieferten Milchkannen auf Niederbordwagen nach Liestal geführt wurden. Da der Personenverkehr stetig zunahm, wurde diesem Zug gleich noch ein Personenwagen angehängt, um den Reisenden eine weitere Fahrgelegenheit anzubieten. Im Jahre 1886 wurden bereits 1'444 Tonnen Güter aller Art transportiert. Die Tonnagen nahmen laufend zu. So wurden 1905 bereits 3'223 Tonnen spediert. Auch die Anzahl der Güterwagen stieg bis 1906 auf 20 Wagen an. 1910 wurden reine Güterzüge eingeführt, um den Stückgutverkehr zu optimieren. Pro Tag verkehrte ein Morgen- und ein Nachmittagszug. Eine Fahrt von Waldenburg nach Liestal dauerte über eineinhalb Stunden. An allen Stationen konnte ein Frachtumschlag stattfinden. Lag das Domizil eines Kunden am oder im Bereich des Bahngleises, so wurde auch ein Halt auf offener Strecke eingelegt um entsprechende Waren auf- oder abzuladen.
Nach der Elektrifikation der Bahn im Jahre 1953 gab es keine reinen Güterzüge mehr. Es konnten nur noch Güterzüge mit Personenbeförderung (GmP) geführt werden. Trotzdem stieg das Transportvolumen bis Ende 1954 auf 6'325 Tonnen. 1962 wollte der Nordwestschweizerische Milchverband die Milchtransporte des Waldenburgertals auf die Strasse verlegen, womit der Umlad im Bahnhof Liestal entfallen würde. Nach Einigung mit dem Verband erwarb die Waldenburgerbahn einen Lastkraftwagen mit Anhänger und übernahm ab dem 1. Mai 1962 die täglichen Transporte von Waldenburg bis Basel.
Da der Fahrplan laufend verdichtet und die Fahrzeiten verkürzt werden konnten, wurde der Betrieb der langsamen GmP immer problematischer. Diese benötigten für eine Fahrt Richtung Waldenburg 47 Minuten und Richtung Liestal 30 Minuten. Ab 1984 wurden nur noch in Richtung Waldenburg an allen Stationen Güter umgeladen. Fracht nach Liestal wurde in Waldenburg gesammelt. Gesamtschweizerisch und nicht nur bei der Waldenburgerbahn war das Frachtaufkommen in den letzten Jahren rückläufig. So kam es, dass am Freitag, den 28. Dezember 1984 der letzte offizielle GmP den Bahnhof Waldenburg um 15:03 Uhr verliess. So wurde nach 104 Jahren der Gütertransport auf der Waldenburgerbahn beendet. Noch bis zum 31. Dezember 1994 wirkte die Waldenburgerbahn als Strassentransporteur mit eigenem Lastkraftwagen, dann wurde auch dies wegen Unrentabilität aufgegeben.

### Posttransport

Lok G 2/2 Nummer 1 «Dr. Bider» mit Postwagen FZ2 Nummer 2 im Bahnhof Waldenburg um 1893

Bereits mit Betriebsaufnahme am 1. November 1880 begann der Posttransport mit dem eigenen Gepäck- und Postwagen FZ2 Nummer 1. Diesem folgte 1886 der baugleiche FZ2 Nummer 2. Im Eigentum der schweizerischen PTT war der 1948 in Dienst gestellte vierachsige Z4i Nummer 69. Aus Teilen des 1956 ausrangierten Personenwagens BC4 Nummer 12 (1891) wurde 1958/59 in den eigenen Werkstätten der vierachsige Post-/Gepäckwagen FZ4 Nummer 70 gebaut.

Lokomotive G 3/3 Nummer 6 «Waldenburg» (1912) mit den Postwagen Z2 Nummer 101 (1880) und Z2 (1886) um 1914

Die Aufgabe der beiden mitfahrenden Postbeamten war, die Sendungen für die Postfilialen an der Bahnstrecke sowie der Dörfer Lampenberg, Ramlinsburg, Bennwil und Langenbruck zu sortieren und entsprechend zuzuleiten. Wie beim Güterverkehr nahm auch beim Posttransport das Volumen stetig zu. So waren bis zu 200 Pakete und 20 bis 25 Postsäcke zu verarbeiten. Da durch den Einsatz des neuen Rollmaterials die Fahrzeiten erheblich verkürzt wurden, entstanden diverse Probleme. Die Fahrzeit reichte nicht immer aus, um alles zu sortieren. So musste ab Waldenburg per Strassentransport die Post zurück an die Postfilialen gefahren werden. Hinzu kam, dass in den Postwagen teilweise der Platz für das gesamte Postgut nicht ausreichte. Das Ausladen der Postsendungen an den einzelnen Stationen dauerte oft zu lange, dadurch hatten die Züge mit Postbeförderung regelmässig Verspätung. Ab 1989 wurde jeweils in den frühen Morgenstunden der Hauptanteil der Postsendungen ab Liestal mit dem unternehmenseigenen Lastkraftwagen zu den Poststellen geliefert.
So wurde nach 112 Jahren der Posttransport per 1. Juni 1992 von der Bahn auf die Strasse verlegt. Auch beim Posttransport versuchte die Waldenburgerbahn mit eigenen Lastkraftwagen den einträglichen Postverkehr im Hause behalten zu können. Durch Umstrukturierungen bei der PTT wurden das Auftragsvolumen und die Entschädigungen drastisch gekürzt. Dies führte dazu, dass die Waldenburgerbahn den Vertrag mit der PTT per Ende Mai 1998 auflöste.

## Rollmaterial

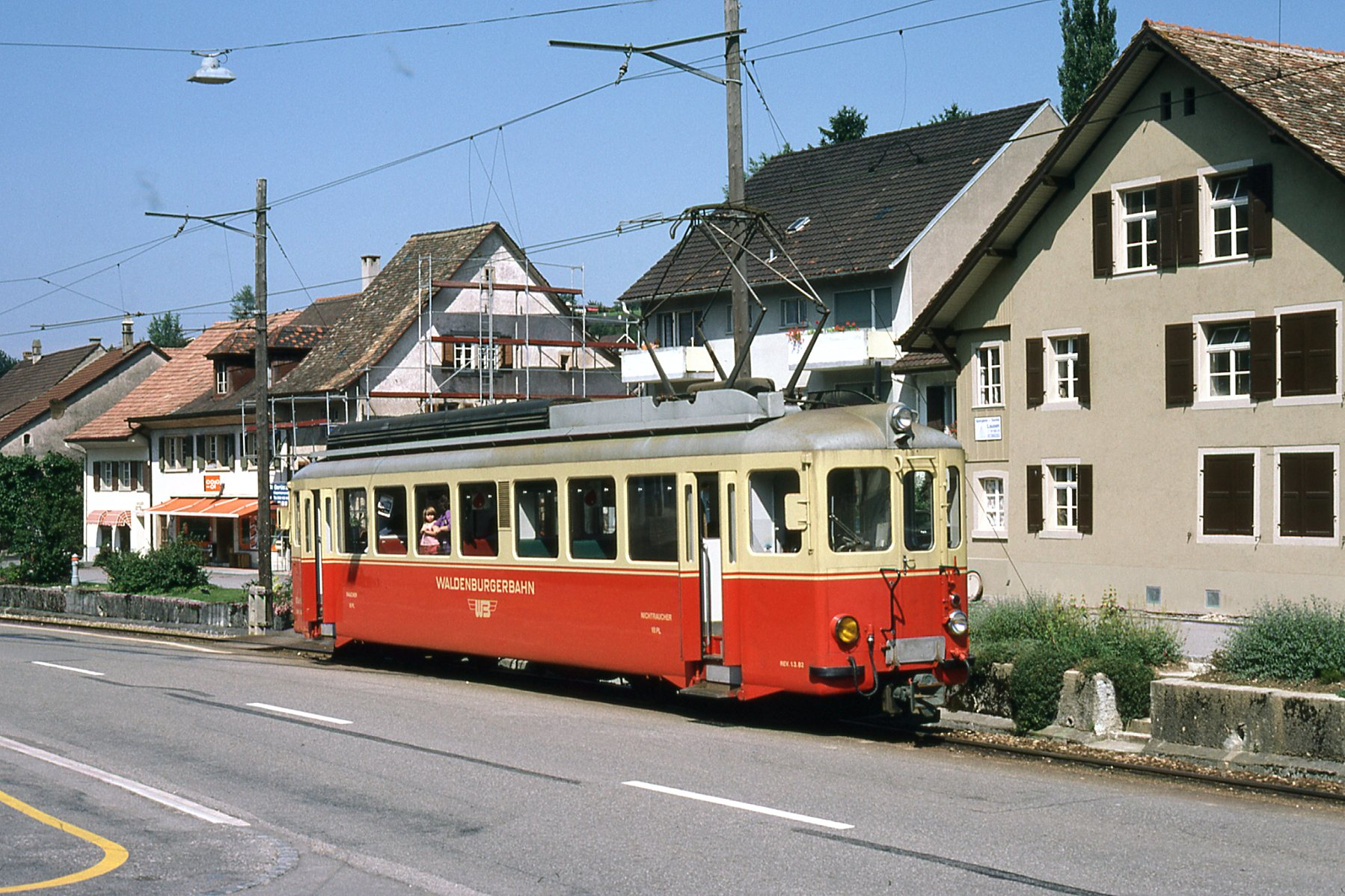
Triebwagen BFe 4/4 von 1953 in Niederdorf, um 1979

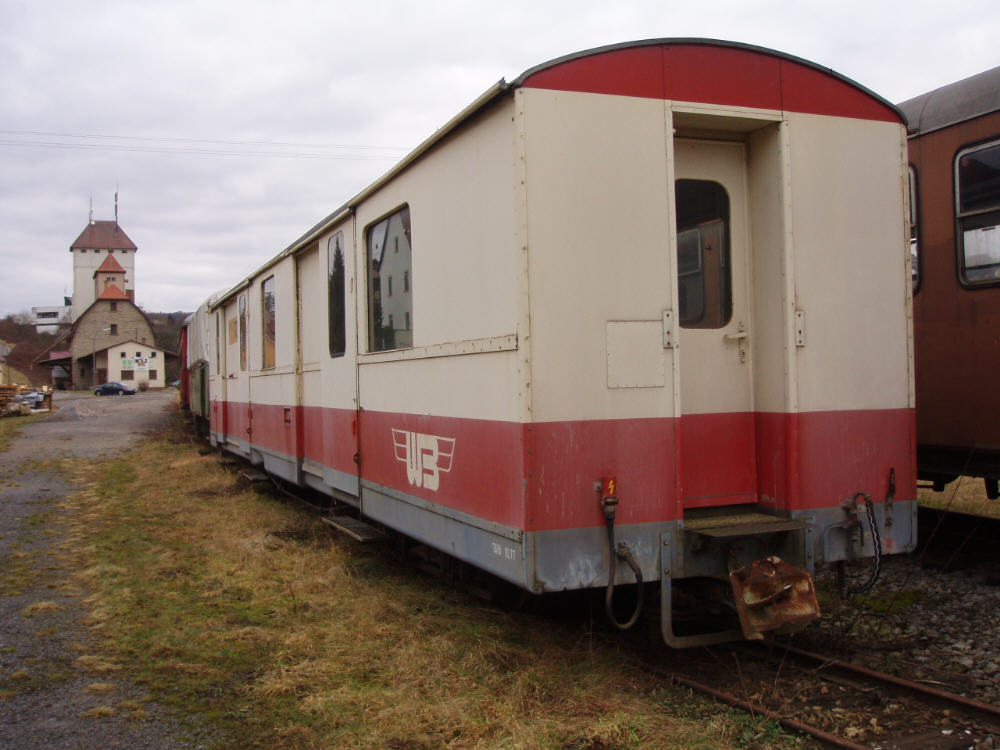
Post- und Gepäckwagen DZ 70 (1959), abgestellt in Bieringen (Jagst), 2009

### Dampflokomotiven
- G 2/2 Nr. 1 Dr. Bider, SLM (1880), 1928 abgebrochen.
- G 2/2 Nr. 2 Rehhag, SLM (1880), 1913 verkauft.
- G 3/3 Nr. 3 Dubs, Krauss (1882), 1940 abgebrochen.
- G 3/3 Nr. 4 Waldenburg, SLM (1887), 1910 abgebrochen.
- G 3/3 Nr. 4 Langenbruck, SLM (1910), 1953 abgebrochen.
- G 3/3 Nr. 5 G. Thommen (1902) SLM, 1961–1975 als Denkmal im Bahnhofareal in Liestal aufgestellt, ab 1980 wieder betriebsfähig, seit Ende 2015 ausser Dienst, für Abschiedsfahrten von der 750-mm-Spur 2018 noch einmal betriebsfähig aufgearbeitet.[44]
- G 3/3 Nr. 6 Waldenburg, SLM (1912). Seit 1958 im Eigentum des Verkehrshaus der Schweiz (VHS) Luzern, in nicht betriebsfähigem Zustand ausgestellt.
- G 4/5 Nr. 7 SLM (1938), 1960 abgebrochen.

### Personenwagen
- Personenwagen C2 Nr. 6 (1881), seit 1980 als As Nr. 24 wieder in Grün.
- Personenwagen C4 Nr. 48 (1937), seit 1980 als B4 Nr. 48 wieder in Grün.
- Personenwagen C4 Nr. 49 (1953), von 1992 bis 1999 in Bubendorf aufgestellt, seit 2001 als B4 Nr. 49 wieder in Grün.
- Personenwagen B4 Nr. 50 (1953), seit 1994 wieder in Grün.
- Personenwagen B4 Nr. 51 (1968), seit 1995 wieder in Grün.

### Trieb- und Steuerwagen
- Triebwagen BFe 4/4 1 bis 3, SWP/BBC (1953), ehemals CFe 4/4, 1992/93 an die Mariazellerbahn verschenkt, 2000 in Prora abgebrochen (Konkursmasse EBG).
- Triebwagen BDe 4/4 11 bis 14 (1986), 15 bis 17 (1993), 2020/21 verkauft an die Schwarzgranbahn.
- Steuerwagen Bt 111 bis 114 (1986), 115 bis 120 (1993), 2020/21 verkauft an die Schwarzgranbahn.
- Tramlink-Triebwagen 101 bis 110, ausgeliefert bis Dezember 2022.

### Post- und Gepäckwagen
- Postwagen Z 69 (1948) SWS, im Einsatz bis 1992. Im Depot des Museum für Kommunikation.[45]
- Post- und Gepäckwagen DZ 70 (1959) SIG / WB, gebaut aus Teilen des Personenwagens BC4 Nr. 12 (1891). Ab 1992 bei der Mariazellerbahn, dort aber nicht im Einsatz. Seit 2000 bei der Jagsttalbahn.